# Kisbolygók listája (30001–30500)
Ezen a lapon a sorszámmal rendelkező kisbolygók listájának egy részlete található.
30001–30100. • 30101–30200. • 30201–30300. • 30301–30400. • 30401–30500.
| Név                    | Ideiglenes név | A felfedezés ideje  | A felfedezés helye | Felfedező                   | Névadó (kategória) | Forrás  |
| ---------------------- | -------------- | ------------------- | ------------------ | --------------------------- | --- | ------- |
| 30001–30100.           |                |                     |                    |                             | |         |
| (30001) 2000 AU195     | 2000 AU195     | 2000. január 8.     | Socorro            | LINEAR                      | | MPC JPL |
| (30002) 2000 AP233     | 2000 AP233     | 2000. január 4.     | Kitt Peak          | Spacewatch                  | | MPC JPL |
| (30003) 2000 AO236     | 2000 AO236     | 2000. január 5.     | Socorro            | LINEAR                      | | MPC JPL |
| 30004 Mikewilliams     | 2000 BP33      | 2000. január 30.    | Catalina           | CSS                         | Mike Williams (1952–) az Arizonai Egyetem Hold- és Bolygólaborjának vezető mérnöke | MPC JPL |
| 30005 Stevenchen       | 2000 CJ23      | 2000. február 2.    | Socorro            | LINEAR                      | Steven Chen (1996–) a 2014-es Intel Science Talent Search főiskolai tudományos verseny döntőse kémiai projektjével | MPC JPL |
| (30006) 2000 CB30      | 2000 CB30      | 2000. február 2.    | Socorro            | LINEAR                      | | MPC JPL |
| 30007 Johnclarke       | 2000 CV45      | 2000. február 2.    | Socorro            | LINEAR                      | John Anthony Clarke (1996–) a 2014-es ISTS főiskolai tudományos verseny döntőse föld és bolygók témában készített projektjével | MPC JPL |
| 30008 Aroncoraor       | 2000 CE49      | 2000. február 2.    | Socorro            | LINEAR                      | Aron Coraor (1996–) a 2014-es ISTS főiskolai tudományos verseny döntőse kémiai projektjével | MPC JPL |
| (30009) 2000 CQ50      | 2000 CQ50      | 2000. február 2.    | Socorro            | LINEAR                      | | MPC JPL |
| (30010) 2000 CJ56      | 2000 CJ56      | 2000. február 4.    | Socorro            | LINEAR                      | | MPC JPL |
| (30011) 2000 CM56      | 2000 CM56      | 2000. február 4.    | Socorro            | LINEAR                      | | MPC JPL |
| 30012 Sohamdaga        | 2000 CB67      | 2000. február 6.    | Socorro            | LINEAR                      | Soham Daga (1996–) a 2014-es ISTS főiskolai tudományos verseny döntőse viselkedési és szociális témában készített projektjével | MPC JPL |
| (30013) 2000 CV77      | 2000 CV77      | 2000. február 7.    | Kitt Peak          | Spacewatch                  | | MPC JPL |
| (30014) 2000 CY80      | 2000 CY80      | 2000. február 11.   | Oaxaca             | James M. Roe                | | MPC JPL |
| (30015) 2000 CX92      | 2000 CX92      | 2000. február 6.    | Socorro            | LINEAR                      | | MPC JPL |
| (30016) 2000 CA95      | 2000 CA95      | 2000. február 8.    | Socorro            | LINEAR                      | | MPC JPL |
| 30017 Shaundatta       | 2000 CQ95      | 2000. február 10.   | Socorro            | LINEAR                      | Shaun Datta (1996–) a 2014-es ISTS főiskolai tudományos verseny döntőse fizikai projektjével | MPC JPL |
| (30018) 2000 CX101     | 2000 CX101     | 2000. február 14.   | Uccle              | Thierry Pauwels             | | MPC JPL |
| (30019) 2000 DD        | 2000 DD        | 2000. február 16.   | Socorro            | LINEAR                      | | MPC JPL |
| (30020) 2000 DZ5       | 2000 DZ5       | 2000. február 28.   | Socorro            | LINEAR                      | (L4 – görög csoport) | MPC JPL |
| (30021) 2000 DP6       | 2000 DP6       | 2000. február 28.   | Socorro            | LINEAR                      | | MPC JPL |
| 30022 Kathibaker       | 2000 DZ14      | 2000. február 26.   | Catalina           | CSS                         | Kathi Baker (1954–2014) részt vett a NASA HiRISE névre keresztelt marsi küldetésének szervezésében, valamint az Arizonai Egyetem számos oktatójának, alkalmazottjának és hallgatójának támogatásában is | MPC JPL |
| (30023) 2000 DN16      | 2000 DN16      | 2000. február 29.   | Višnjan            | Korado Korlević             | | MPC JPL |
| 30024 Neildavey        | 2000 DM21      | 2000. február 29.   | Socorro            | LINEAR                      | Neil Davey (1996–) a 2014-es ISTS főiskolai tudományos verseny döntőse biomérnöki projektjével | MPC JPL |
| 30025 Benfreed         | 2000 DJ26      | 2000. február 29.   | Socorro            | LINEAR                      | Benjamin Freed (1996–) a 2014-es ISTS főiskolai tudományos verseny döntőse biokémiai projektjével | MPC JPL |
| (30026) 2000 DS29      | 2000 DS29      | 2000. február 29.   | Višnjan            | Korado Korlević             | | MPC JPL |
| 30027 Anubhavguha      | 2000 DA42      | 2000. február 29.   | Socorro            | LINEAR                      | Anubhav Guha (1996–) a 2014-es ISTS főiskolai tudományos verseny döntőse alapanyagok témában készített projektjével | MPC JPL |
| 30028 Yushihomma       | 2000 DL42      | 2000. február 29.   | Socorro            | LINEAR                      | Yushi Homma (1995–) a 2014-es ISTS főiskolai tudományos verseny döntőse matematikai projektjével | MPC JPL |
| 30029 Preetikakani     | 2000 DR58      | 2000. február 29.   | Socorro            | LINEAR                      | Preeti Kakani (1996–) a 2014-es ISTS főiskolai tudományos verseny döntőse orvostudomány és egészségügy témában készített projektjével | MPC JPL |
| 30030 Joycekang        | 2000 DY61      | 2000. február 29.   | Socorro            | LINEAR                      | Joyce Blossom Kang (1996–) a 2014-es ISTS főiskolai tudományos verseny döntőse mérnöki projektjével | MPC JPL |
| 30031 Angelakong       | 2000 DZ63      | 2000. február 29.   | Socorro            | LINEAR                      | Angela Xiangyue Kong (1996–) a 2014-es ISTS főiskolai tudományos verseny döntőse biokémiai projektjével | MPC JPL |
| 30032 Kuszmaul         | 2000 DC65      | 2000. február 29.   | Socorro            | LINEAR                      | William Henry Kuszmaul (1996–) a 2014-es ISTS főiskolai tudományos verseny döntőse matematikai projektjével | MPC JPL |
| 30033 Kevinlee         | 2000 DP68      | 2000. február 29.   | Socorro            | LINEAR                      | Kevin Lee (1996–) a 2014-es ISTS főiskolai tudományos verseny döntőse biomérnöki projektjével | MPC JPL |
| (30034) 2000 DU76      | 2000 DU76      | 2000. február 29.   | Socorro            | LINEAR                      | | MPC JPL |
| 30035 Charlesliu       | 2000 DX77      | 2000. február 29.   | Socorro            | LINEAR                      | Charles Xin Liu (1996–) a 2014-es ISTS főiskolai tudományos verseny döntőse bioinformatikai és genomika témában készített projektjével | MPC JPL |
| 30036 Eshamaiti        | 2000 DF78      | 2000. február 29.   | Socorro            | LINEAR                      | Esha Maiti (1996–) a 2014-es ISTS főiskolai tudományos verseny döntőse matematikai projektjével | MPC JPL |
| 30037 Rahulmehta       | 2000 DU78      | 2000. február 29.   | Socorro            | LINEAR                      | Rahul Siddharth Mehta (1995–) a 2014-es ISTS főiskolai tudományos verseny döntőse számítógéptudományi projektjével | MPC JPL |
| (30038) 2000 DM92      | 2000 DM92      | 2000. február 27.   | Kitt Peak          | Spacewatch                  | | MPC JPL |
| 30039 Jameier          | 2000 DE100     | 2000. február 29.   | Socorro            | LINEAR                      | Joshua Abraham Meier (1995–) a 2014-es ISTS főiskolai tudományos verseny döntőse orvostudomány és egészségügy témában készített projektjével | MPC JPL |
| 30040 Annemerrill      | 2000 DO112     | 2000. február 29.   | Socorro            | LINEAR                      | Anne Merrill (1996–) a 2014-es ISTS főiskolai tudományos verseny döntőse környezeti témában készített projektjével | MPC JPL |
| (30041) 2000 EG3       | 2000 EG3       | 2000. március 3.    | Socorro            | LINEAR                      | | MPC JPL |
| 30042 Schmude          | 2000 EY3       | 2000. március 1.    | Catalina           | CSS                         | Richard Schmude (1958–) a Gordon State College csillagászati professzora | MPC JPL |
| 30043 Lisamichaels     | 2000 EJ17      | 2000. március 3.    | Socorro            | LINEAR                      | Lisa Michaels (1995–) a 2014-es ISTS főiskolai tudományos verseny döntőse orvostudomány és egészségügy témában készített projektjével | MPC JPL |
| (30044) 2000 EG19      | 2000 EG19      | 2000. március 5.    | Socorro            | LINEAR                      | | MPC JPL |
| (30045) 2000 EC20      | 2000 EC20      | 2000. március 6.    | Višnjan            | Korado Korlević             | | MPC JPL |
| (30046) 2000 EX24      | 2000 EX24      | 2000. március 8.    | Kitt Peak          | Spacewatch                  | | MPC JPL |
| (30047) 2000 EV35      | 2000 EV35      | 2000. március 8.    | Socorro            | LINEAR                      | | MPC JPL |
| 30048 Sreyasmisra      | 2000 EB37      | 2000. március 8.    | Socorro            | LINEAR                      | Sreyas Misra (1996–) a 2014-es ISTS főiskolai tudományos verseny döntőse biomérnöki projektjével | MPC JPL |
| 30049 Violamocz        | 2000 EX38      | 2000. március 8.    | Socorro            | LINEAR                      | Viola Mocz (1996–) a 2014-es ISTS főiskolai tudományos verseny döntőse fizikai projektjével | MPC JPL |
| 30050 Emilypang        | 2000 EK39      | 2000. március 8.    | Socorro            | LINEAR                      | Emily Pang (1996–) a 2014-es ISTS főiskolai tudományos verseny döntőse orvostudomány és egészségügy témában készített projektjével | MPC JPL |
| 30051 Jihopark         | 2000 ED41      | 2000. március 8.    | Socorro            | LINEAR                      | Jiho Park (1996–) a 2014-es ISTS főiskolai tudományos verseny döntőse biokémiai projektjével | MPC JPL |
| (30052) 2000 EW41      | 2000 EW41      | 2000. március 8.    | Socorro            | LINEAR                      | | MPC JPL |
| 30053 Ivanpaskov       | 2000 EG44      | 2000. március 9.    | Socorro            | LINEAR                      | Ivan Spasszimirov Paszkov (1996–) a 2014-es ISTS főiskolai tudományos verseny döntőse bioinformatika és genomika témában készített projektjével | MPC JPL |
| 30054 Pereira          | 2000 EO44      | 2000. március 9.    | Socorro            | LINEAR                      | Brianna Pereira (1996–) a 2014-es ISTS főiskolai tudományos verseny döntőse orvostudomány és egészségügy témában készített projektjével | MPC JPL |
| 30055 Ajaysaini        | 2000 EL47      | 2000. március 9.    | Socorro            | LINEAR                      | Ajay Saini (1996–) a 2014-es ISTS főiskolai tudományos verseny döntőse viselkedési és szociális témában készített projektjével | MPC JPL |
| (30056) 2000 EP47      | 2000 EP47      | 2000. március 9.    | Socorro            | LINEAR                      | | MPC JPL |
| 30057 Sarasakowitz     | 2000 EK56      | 2000. március 8.    | Socorro            | LINEAR                      | Sara Sakowitz (1996–) a 2014-es ISTS főiskolai tudományos verseny döntőse biokémiai projektjével | MPC JPL |
| (30058) 2000 EJ58      | 2000 EJ58      | 2000. március 8.    | Socorro            | LINEAR                      | | MPC JPL |
| (30059) 2000 ET59      | 2000 ET59      | 2000. március 10.   | Socorro            | LINEAR                      | | MPC JPL |
| 30060 Davidseong       | 2000 EL60      | 2000. március 10.   | Socorro            | LINEAR                      | David Seong (1995–) a 2014-es ISTS főiskolai tudományos verseny döntőse biokémiai projektjével | MPC JPL |
| 30061 Vishnushankar    | 2000 EX61      | 2000. március 10.   | Socorro            | LINEAR                      | Vishnu Shankar (1996–) a 2014-es ISTS főiskolai tudományos verseny döntőse biokémiai projektjével | MPC JPL |
| (30062) 2000 ER62      | 2000 ER62      | 2000. március 10.   | Socorro            | LINEAR                      | | MPC JPL |
| 30063 Jessicashi       | 2000 EX63      | 2000. március 10.   | Socorro            | LINEAR                      | Jessica Shi (1996–) a 2014-es ISTS főiskolai tudományos verseny döntőse matematikai projektjével | MPC JPL |
| 30064 Kaitlynshin      | 2000 ER64      | 2000. március 10.   | Socorro            | LINEAR                      | Kaitlyn Shin (1996–) a 2014-es ISTS főiskolai tudományos verseny döntőse űrtudomány témában készített projektjével | MPC JPL |
| 30065 Asrinivasan      | 2000 EF66      | 2000. március 10.   | Socorro            | LINEAR                      | Anand Srinivasan (1996–) a 2014-es ISTS főiskolai tudományos verseny döntőse számítógéptudományi témában készített projektjével | MPC JPL |
| 30066 Parthakker       | 2000 EV68      | 2000. március 10.   | Socorro            | LINEAR                      | Parth Thakker (1996–) a 2014-es ISTS főiskolai tudományos verseny döntőse alapanyagok témában készített projektjével | MPC JPL |
| 30067 Natalieng        | 2000 EL70      | 2000. március 10.   | Socorro            | LINEAR                      | Natali Eng (1996–) a 2014-es ISTS főiskolai tudományos verseny döntőse, illetve a 2013-as IISEF első helyezettje orvostudomány és egészségügy témában készített projektjével | MPC JPL |
| 30068 Frankmelillo     | 2000 EZ70      | 2000. március 11.   | Catalina           | CSS                         | Frank Melillo (1958–) 2001 óta az ALPO Hold- és bolygómegfigyelők Szövetség Merkúr szekciójának koordinátora, még ebben az évben meg kapta az ALPO Walter Haas megfigyelő-díjat | MPC JPL |
| (30069) 2000 EH74      | 2000 EH74      | 2000. március 10.   | Kitt Peak          | Spacewatch                  | | MPC JPL |
| 30070 Thabitpulak      | 2000 ES84      | 2000. március 8.    | Socorro            | LINEAR                      | Thabit Pulak (1996–) a 2014-es ISTS főiskolai tudományos verseny döntőse, illetve a 2013-as IISEF második helyezettje környezettudományi témában készített projektjével | MPC JPL |
| (30071) 2000 EW92      | 2000 EW92      | 2000. március 9.    | Socorro            | LINEAR                      | | MPC JPL |
| (30072) 2000 EP93      | 2000 EP93      | 2000. március 9.    | Socorro            | LINEAR                      | | MPC JPL |
| 30073 Erichen          | 2000 EP94      | 2000. március 9.    | Socorro            | LINEAR                      | Eric Shu Chen (1996–) a 2014-es ISTS főiskolai tudományos verseny döntőse, illetve a 2013-as IISEF első helyezettje mikrobiológiai projektjével | MPC JPL |
| (30074) 2000 EY96      | 2000 EY96      | 2000. március 10.   | Socorro            | LINEAR                      | | MPC JPL |
| (30075) 2000 EC97      | 2000 EC97      | 2000. március 10.   | Socorro            | LINEAR                      | | MPC JPL |
| (30076) 2000 EP97      | 2000 EP97      | 2000. március 10.   | Socorro            | LINEAR                      | | MPC JPL |
| (30077) 2000 ES97      | 2000 ES97      | 2000. március 10.   | Socorro            | LINEAR                      | | MPC JPL |
| (30078) 2000 EB104     | 2000 EB104     | 2000. március 14.   | Socorro            | LINEAR                      | | MPC JPL |
| (30079) 2000 EP104     | 2000 EP104     | 2000. március 15.   | Reedy Creek        | John Broughton              | | MPC JPL |
| 30080 Walterworman     | 2000 EQ105     | 2000. március 11.   | Anderson Mesa      | LONEOS                      | Walter E. Worman (1944–) a Minnesotai Állami Egyetem emeritus professzora, akinek az aszteroida kutatása az 1990-es években és a 2000-es évek elején segített az aszteroidák fotometriai kutatásában kis egyetemi teleszkópok segítségével | MPC JPL |
| 30081 Zarinrahman      | 2000 EY108     | 2000. március 8.    | Socorro            | LINEAR                      | Zarin Ibnat Rahman (1996–) a 2014-es ISTS főiskolai tudományos verseny döntőse, illetve a 2013-as IISEF első helyezettje és kategóriájának legjobbja viselkedési és szociális témában készített projektjével | MPC JPL |
| (30082) 2000 EE110     | 2000 EE110     | 2000. március 8.    | Haleakalā          | NEAT                        | | MPC JPL |
| (30083) 2000 EG110     | 2000 EG110     | 2000. március 8.    | Haleakalā          | NEAT                        | | MPC JPL |
| (30084) 2000 EV110     | 2000 EV110     | 2000. március 8.    | Haleakalā          | NEAT                        | | MPC JPL |
| 30085 Kevingarbe       | 2000 EZ112     | 2000. március 9.    | Socorro            | LINEAR                      | Kevin Matthew Garbe (1995–) a 2013-as ISTS főiskolai tudományos verseny döntőse matematikai projektjével | MPC JPL |
| (30086) 2000 EU113     | 2000 EU113     | 2000. március 9.    | Socorro            | LINEAR                      | | MPC JPL |
| 30087 Georgeputnam     | 2000 EL122     | 2000. március 11.   | Anderson Mesa      | LONEOS                      | George Putnam, III (1951–), a Lowell Obszervatórium Alapítvány megbízottja; jelenleg a Gloucester Marine Genomics Institute and Harvard's Class ACT egyesület igazgatója, emellett több szervezet korábbi megbízottja vagy igazgatója volt, köztük például a Marine Biological Laboratory and the Massachusetts Audubon Társaságnak                                 | MPC JPL |
| 30088 Deprá            | 2000 EK128     | 2000. március 11.   | Anderson Mesa      | LONEOS                      | Mário De Prá (1986–) posztdoktori kutató a Floridai Űregyetemen, ahol fotometriai és spektroszkópiai tanulmányokkal következtet a primitív aszteroidák összetételére, főleg a külső öv dinamikai csoportját elemzi | MPC JPL |
| 30089 Terikelley       | 2000 EW128     | 2000. március 11.   | Anderson Mesa      | LONEOS                      | Teri Twarkins Kelley (1975–) | MPC JPL |
| 30090 Grossano         | 2000 EL129     | 2000. március 11.   | Anderson Mesa      | LONEOS                      | Geoffrey Louis Rossano (1949–2021) amerikai történész, polimatematikus, számos könyv és számos cikk szerzője, emellett a Salisbury Iskola volt tanára | MPC JPL |
| 30091 Stephenbrown     | 2000 EY130     | 2000. március 11.   | Anderson Mesa      | LONEOS                      | Stephen W. Brown (1943–), a Lowell Obszervatórium Alapítvány megbízottja; az Arizonai Állami Egyetem Emeritus Edward M. Carson részlegének elnöke és marketing professzora, valamint az The Insight Group stratégiai partnere; számos nonprofit testületben töltött be vezetői szerepet, többek között az Amerikai Marketing Szövetség elnökeként is tevékenykedett | MPC JPL |
| 30092 Menke            | 2000 EB135     | 2000. március 11.   | Anderson Mesa      | LONEOS                      | John Menke (1940–), a Lowell Obszervatórium Alapítvány megbízottja; korábban a gaithersburgi Szabványügyi Iroda fizikusaként dolgozott, emellett politikus és MITRE Corporation munkatársa is volt; 1991-ben feleségével, Meg-gel csillagászati kupola gyártó üzletet indítottak; 2002-ben nyugdíjba vonultak                                                       | MPC JPL |
| 30093 McClanahan       | 2000 ES135     | 2000. március 11.   | Anderson Mesa      | LONEOS                      | Marjorie McClanahan (1941–) | MPC JPL |
| 30094 Rolfebode        | 2000 ER141     | 2000. március 2.    | Catalina           | CSS                         | Rolfe Bode (1959–) olyan repülőgépipari mérnök, aki számos NASA-misszióban dolgozott, beleértve az MPL-MVACS és a Phoenix missziót az Arizonai Egyetem Hold- és Földlaboratóriumának és magán űrvállalatoknak, köztük a Paragon Space Development Corp. és a World View Enterprises szervezésében is segített                                                       | MPC JPL |
| 30095 Tarabode         | 2000 EU145     | 2000. március 3.    | Catalina           | CSS                         | Tara Bode (1975–) az Arizonai Egyetem Hold- és Bolygólaboratóriumának és a Bolygótudományi Tanszék hosszú távú üzleti menedzsere, számos támogatást nyújtott a tudósoknak, a személyzetnek, a tanulóknak, illetve segített programok és űrhajók küldetéseinek költségének kifizetésében                                                                             | MPC JPL |
| 30096 Glindadavidson   | 2000 EZ147     | 2000. március 4.    | Catalina           | CSS                         | Glinda Davidson (1963–) az Arizonai Egyetem Hold- és Bolygólaboratóriumának és a Bolygótudományi Tanszék hosszú távú üzleti menedzsere és költségvetési szakértője | MPC JPL |
| 30097 Traino           | 2000 EQ148     | 2000. március 4.    | Catalina           | CSS                         | Alan Traino csillagász és barlangász | MPC JPL |
| (30098) 2000 EE151     | 2000 EE151     | 2000. március 5.    | Haleakalā          | NEAT                        | | MPC JPL |
| (30099) 2000 EG151     | 2000 EG151     | 2000. március 5.    | Haleakalā          | NEAT                        | | MPC JPL |
| 30100 Christophergo    | 2000 EL157     | 2000. március 11.   | Catalina           | CSS                         | Christopher Go (1970–) fülöp-szigeteki csillagfotós | MPC JPL |
| 30101–30200.           |                |                     |                    |                             | |         |
| (30101) 2000 FA        | 2000 FA        | 2000. március 16.   | Socorro            | LINEAR                      | | MPC JPL |
| (30102) 2000 FC1       | 2000 FC1       | 2000. március 26.   | Socorro            | LINEAR                      | (L4 – görög csoport) | MPC JPL |
| (30103) 2000 FY2       | 2000 FY2       | 2000. március 28.   | Oaxaca             | James M. Roe                | | MPC JPL |
| (30104) 2000 FA3       | 2000 FA3       | 2000. március 27.   | Gekko              | Kagava Tecuo                | | MPC JPL |
| (30105) 2000 FO3       | 2000 FO3       | 2000. március 28.   | Socorro            | LINEAR                      | | MPC JPL |
| (30106) 2000 FR3       | 2000 FR3       | 2000. március 28.   | Socorro            | LINEAR                      | | MPC JPL |
| (30107) 2000 FT15      | 2000 FT15      | 2000. március 28.   | Socorro            | LINEAR                      | | MPC JPL |
| (30108) 2000 FM16      | 2000 FM16      | 2000. március 28.   | Socorro            | LINEAR                      | | MPC JPL |
| 30109 Jaywilson        | 2000 FQ17      | 2000. március 29.   | Socorro            | LINEAR                      | Jay Wilson, a 2014-es Intel Science Talent Search (ISTS) tudományos verseny döntőseinek mentora | MPC JPL |
| 30110 Lisabreton       | 2000 FH20      | 2000. március 29.   | Socorro            | LINEAR                      | Lisa Breton, a 2014-es Intel Science Talent Search (ISTS) tudományos verseny döntőseinek mentora | MPC JPL |
| 30111 Wendyslijk       | 2000 FJ20      | 2000. március 29.   | Socorro            | LINEAR                      | Wendy Slijk, a 2014-es Intel Science Talent Search (ISTS) tudományos verseny döntőseinek mentora | MPC JPL |
| 30112 Weistrop         | 2000 FZ25      | 2000. március 27.   | Anderson Mesa      | LONEOS                      | Donna Weistrop (1944–) | MPC JPL |
| (30113) 2000 FM26      | 2000 FM26      | 2000. március 27.   | Anderson Mesa      | LONEOS                      | | MPC JPL |
| (30114) 2000 FY26      | 2000 FY26      | 2000. március 27.   | Anderson Mesa      | LONEOS                      | | MPC JPL |
| (30115) 2000 FQ31      | 2000 FQ31      | 2000. március 28.   | Socorro            | LINEAR                      | | MPC JPL |
| (30116) 2000 FA36      | 2000 FA36      | 2000. március 29.   | Socorro            | LINEAR                      | | MPC JPL |
| 30117 Childress        | 2000 FW36      | 2000. március 29.   | Socorro            | LINEAR                      | Stephanie Childress, a 2014-es Intel Science Talent Search (ISTS) tudományos verseny döntőseinek mentora | MPC JPL |
| (30118) 2000 FC37      | 2000 FC37      | 2000. március 29.   | Socorro            | LINEAR                      | | MPC JPL |
| 30119 Lucamatone       | 2000 FS37      | 2000. március 29.   | Socorro            | LINEAR                      | Luca Matone, a 2014-es Intel Science Talent Search (ISTS) tudományos verseny döntőseinek mentora | MPC JPL |
| (30120) 2000 FZ38      | 2000 FZ38      | 2000. március 29.   | Socorro            | LINEAR                      | | MPC JPL |
| (30121) 2000 FF39      | 2000 FF39      | 2000. március 29.   | Socorro            | LINEAR                      | | MPC JPL |
| 30122 Elschweitzer     | 2000 FC40      | 2000. március 29.   | Socorro            | LINEAR                      | Ellen Schweitzer, a 2014-es Intel Science Talent Search (ISTS) tudományos verseny döntőseinek mentora | MPC JPL |
| 30123 Scottrippeon     | 2000 FF40      | 2000. március 29.   | Socorro            | LINEAR                      | Scott Rippeon, a 2014-es Intel Science Talent Search (ISTS) tudományos verseny döntőseinek mentora | MPC JPL |
| (30124) 2000 FZ40      | 2000 FZ40      | 2000. március 29.   | Socorro            | LINEAR                      | | MPC JPL |
| 30125 Mikekiser        | 2000 FF41      | 2000. március 29.   | Socorro            | LINEAR                      | Mike Kiser, a 2014-es Intel Science Talent Search (ISTS) tudományos verseny döntőseinek mentora | MPC JPL |
| 30126 Haviland         | 2000 FS41      | 2000. március 29.   | Socorro            | LINEAR                      | Maureen Haviland, a 2014-es Intel Science Talent Search (ISTS) tudományos verseny döntőseinek mentora | MPC JPL |
| (30127) 2000 FY41      | 2000 FY41      | 2000. március 29.   | Socorro            | LINEAR                      | | MPC JPL |
| 30128 Shannonbunch     | 2000 FJ44      | 2000. március 29.   | Socorro            | LINEAR                      | Shannon Bunch, a 2014-es Intel Science Talent Search (ISTS) tudományos verseny döntőseinek mentora | MPC JPL |
| 30129 Virmani          | 2000 FT44      | 2000. március 29.   | Socorro            | LINEAR                      | Rajeev Virmani, a 2014-es Intel Science Talent Search (ISTS) tudományos verseny döntőseinek mentora | MPC JPL |
| 30130 Jeandillman      | 2000 FK46      | 2000. március 29.   | Socorro            | LINEAR                      | Jean Dillman, a 2014-es Intel Science Talent Search (ISTS) tudományos verseny döntőseinek mentora | MPC JPL |
| (30131) 2000 FO46      | 2000 FO46      | 2000. március 29.   | Socorro            | LINEAR                      | | MPC JPL |
| (30132) 2000 FP47      | 2000 FP47      | 2000. március 29.   | Socorro            | LINEAR                      | | MPC JPL |
| (30133) 2000 FA48      | 2000 FA48      | 2000. március 29.   | Socorro            | LINEAR                      | | MPC JPL |
| (30134) 2000 FR49      | 2000 FR49      | 2000. március 30.   | Socorro            | LINEAR                      | | MPC JPL |
| (30135) 2000 FU49      | 2000 FU49      | 2000. március 30.   | Socorro            | LINEAR                      | | MPC JPL |
| 30136 Bakerfranke      | 2000 FO60      | 2000. március 29.   | Socorro            | LINEAR                      | Baker Franke, a 2014-es Intel Science Talent Search (ISTS) tudományos verseny döntőseinek mentora | MPC JPL |
| (30137) 2000 FB63      | 2000 FB63      | 2000. március 27.   | Anderson Mesa      | LONEOS                      | | MPC JPL |
| (30138) 2000 FN68      | 2000 FN68      | 2000. március 26.   | Anderson Mesa      | LONEOS                      | | MPC JPL |
| (30139) 2000 GG3       | 2000 GG3       | 2000. április 5.    | Socorro            | LINEAR                      | | MPC JPL |
| 30140 Robpergolizzi    | 2000 GO5       | 2000. április 4.    | Socorro            | LINEAR                      | Robert Pergolizzi, a 2014-es Intel Science Talent Search (ISTS) tudományos verseny döntőseinek mentora | MPC JPL |
| 30141 Nelvenzon        | 2000 GT24      | 2000. április 5.    | Socorro            | LINEAR                      | Nel Venzon Jr., a 2014-es Intel Science Talent Search (ISTS) tudományos verseny döntőseinek mentora | MPC JPL |
| 30142 Debfrazier       | 2000 GS26      | 2000. április 5.    | Socorro            | LINEAR                      | Debbie Frazier, a 2014-es Intel Science Talent Search (ISTS) tudományos verseny döntőseinek mentora | MPC JPL |
| (30143) 2000 GU29      | 2000 GU29      | 2000. április 5.    | Socorro            | LINEAR                      | | MPC JPL |
| 30144 Minubasu         | 2000 GP31      | 2000. április 5.    | Socorro            | LINEAR                      | Minu Basu, a 2014-es Intel Science Talent Search (ISTS) tudományos verseny döntőseinek mentora | MPC JPL |
| (30145) 2000 GG33      | 2000 GG33      | 2000. április 5.    | Socorro            | LINEAR                      | | MPC JPL |
| 30146 Decandia         | 2000 GQ34      | 2000. április 5.    | Socorro            | LINEAR                      | Maria DeCandia, a 2014-es Intel Science Talent Search (ISTS) tudományos verseny döntőseinek mentora | MPC JPL |
| 30147 Amyhammer        | 2000 GV41      | 2000. április 5.    | Socorro            | LINEAR                      | Amy Hammer, a 2014-es Intel Science Talent Search (ISTS) tudományos verseny döntőseinek mentora | MPC JPL |
| (30148) 2000 GP45      | 2000 GP45      | 2000. április 5.    | Socorro            | LINEAR                      | | MPC JPL |
| 30149 Kellyriedell     | 2000 GW45      | 2000. április 5.    | Socorro            | LINEAR                      | Kelly Riedell, a 2014-es Intel Science Talent Search (ISTS) tudományos verseny döntőseinek mentora | MPC JPL |
| 30150 Laseminara       | 2000 GC46      | 2000. április 5.    | Socorro            | LINEAR                      | Laurie Seminara, a 2014-es Intel Science Talent Search (ISTS) tudományos verseny döntőseinek mentora | MPC JPL |
| 30151 Susanoffner      | 2000 GX46      | 2000. április 5.    | Socorro            | LINEAR                      | Susan Offner, a 2014-es Intel Science Talent Search (ISTS) tudományos verseny döntőseinek mentora | MPC JPL |
| 30152 Reneefallon      | 2000 GW49      | 2000. április 5.    | Socorro            | LINEAR                      | Renee Fallon, a 2014-es Intel Science Talent Search (ISTS) tudományos verseny döntőseinek mentora | MPC JPL |
| 30153 Ostrander        | 2000 GT50      | 2000. április 5.    | Socorro            | LINEAR                      | Peter Ostrander, a 2014-es Intel Science Talent Search (ISTS) tudományos verseny döntőseinek mentora | MPC JPL |
| 30154 Christichil      | 2000 GO52      | 2000. április 5.    | Socorro            | LINEAR                      | Christi Chilton, a 2014-es Intel Science Talent Search (ISTS) tudományos verseny döntőseinek mentora | MPC JPL |
| 30155 Warmuth          | 2000 GQ52      | 2000. április 5.    | Socorro            | LINEAR                      | Audrey Warmuth, a 2013-as Intel Science Talent Search (ISTS) tudományos verseny döntőseinek mentora | MPC JPL |
| (30156) 2000 GH55      | 2000 GH55      | 2000. április 5.    | Socorro            | LINEAR                      | | MPC JPL |
| 30157 Robertspira      | 2000 GL55      | 2000. április 5.    | Socorro            | LINEAR                      | Robert Spira, a 2004-es Intel Science Talent Search (ISTS) tudományos verseny döntőseinek mentora | MPC JPL |
| 30158 Mabdulla         | 2000 GQ55      | 2000. április 5.    | Socorro            | LINEAR                      | Muhammad Ugur Oglu Abdulla (1999–), a 2014-es Broadcom MASTERS középiskolai matematikai és tudományos verseny döntőse matematikai és számítógéptudományi témában készített projektjével | MPC JPL |
| 30159 Behari           | 2000 GR55      | 2000. április 5.    | Socorro            | LINEAR                      | Nikhil Behari (2000–), a 2014-es Broadcom MASTERS középiskolai matematikai és tudományos verseny döntőse matematikai és számítógéptudományi témában készített projektjével | MPC JPL |
| 30160 Danielbruce      | 2000 GD57      | 2000. április 5.    | Socorro            | LINEAR                      | Daniel Sebastian Bruce (2000–), a 2014-es Broadcom MASTERS középiskolai matematikai és tudományos verseny döntőse állatok és növények témában készített projektjével | MPC JPL |
| 30161 Chrepta          | 2000 GM57      | 2000. április 5.    | Socorro            | LINEAR                      | Benjamin Joseph Chrepta (1999–), a 2014-es Broadcom MASTERS középiskolai matematikai és tudományos verseny döntőse matematikai és számítógéptudományi témában készített projektjével | MPC JPL |
| 30162 Courtney         | 2000 GO57      | 2000. április 5.    | Socorro            | LINEAR                      | Joshua Michael Courtney (2001–), a 2014-es Broadcom MASTERS középiskolai matematikai és tudományos verseny döntőse állatok és növények témában készített projektjével | MPC JPL |
| (30163) 2000 GK58      | 2000 GK58      | 2000. április 5.    | Socorro            | LINEAR                      | | MPC JPL |
| 30164 Arnobdas         | 2000 GC59      | 2000. április 5.    | Socorro            | LINEAR                      | Arnob Das (1999–), a 2014-es Broadcom MASTERS középiskolai matematikai és tudományos verseny döntőse biokémiai, egészségügyi, orvostudományi és mikrobiológiai témában készített projektjével | MPC JPL |
| (30165) 2000 GF61      | 2000 GF61      | 2000. április 5.    | Socorro            | LINEAR                      | | MPC JPL |
| 30166 Leodeng          | 2000 GC62      | 2000. április 5.    | Socorro            | LINEAR                      | Leo Z. Deng (1999–), a 2014-es Broadcom MASTERS középiskolai matematikai és tudományos verseny döntőse környezettudományi témában készített projektjével | MPC JPL |
| 30167 Caredmonds       | 2000 GR62      | 2000. április 5.    | Socorro            | LINEAR                      | Caroline S. Edmonds (2001–), a 2014-es Broadcom MASTERS középiskolai matematikai és tudományos verseny döntőse állatok és növények témában készített projektjével | MPC JPL |
| 30168 Linusfreyer      | 2000 GG66      | 2000. április 5.    | Socorro            | LINEAR                      | Linus Alexander Freyer (2001–), a 2014-es Broadcom MASTERS középiskolai matematikai és tudományos verseny döntőse biokémiai, egészségügyi, orvostudományi és mikrobiológiai témában készített projektjével | MPC JPL |
| 30169 Raghavganesh     | 2000 GU67      | 2000. április 5.    | Socorro            | LINEAR                      | Raghav Ganesh (2002–), a 2014-es Broadcom MASTERS középiskolai matematikai és tudományos verseny döntőse mérnöki projektjével | MPC JPL |
| 30170 Makaylaruth      | 2000 GG68      | 2000. április 5.    | Socorro            | LINEAR                      | Makayla Ruth Gates (2001–), a 2014-es Broadcom MASTERS középiskolai matematikai és tudományos verseny döntőse fizikai projektjével | MPC JPL |
| (30171) 2000 GY70      | 2000 GY70      | 2000. április 5.    | Socorro            | LINEAR                      | | MPC JPL |
| 30172 Giedraitis       | 2000 GZ71      | 2000. április 5.    | Socorro            | LINEAR                      | Alden Shea Giedraitis (1999–), a 2014-es Broadcom MASTERS középiskolai matematikai és tudományos verseny döntőse mérnöki projektjével | MPC JPL |
| 30173 Greenwood        | 2000 GG72      | 2000. április 5.    | Socorro            | LINEAR                      | Floyd S. Greenwood (2001–), a 2014-es Broadcom MASTERS középiskolai matematikai és tudományos verseny döntőse biokémiai, egészségügyi, orvostudományi és mikrobiológiai témában készített projektjével | MPC JPL |
| 30174 Hollyjackson     | 2000 GY72      | 2000. április 5.    | Socorro            | LINEAR                      | Holly Marie Jackson (2000–), a 2014-es Broadcom MASTERS középiskolai matematikai és tudományos verseny döntőse fizikai projektjével | MPC JPL |
| 30175 Adityajain       | 2000 GS73      | 2000. április 5.    | Socorro            | LINEAR                      | Aditya Jain (2000–), a 2014-es Broadcom MASTERS középiskolai matematikai és tudományos verseny döntőse biokémiai, egészségügyi, orvostudományi és mikrobiológiai témában készített projektjével | MPC JPL |
| 30176 Gelseyjaymes     | 2000 GX73      | 2000. április 5.    | Socorro            | LINEAR                      | Gelsey Elise Jaymes (2002–), a 2014-es Broadcom MASTERS középiskolai matematikai és tudományos verseny döntőse környezettudományi témában készített projektjével | MPC JPL |
| 30177 Khashayar        | 2000 GV76      | 2000. április 5.    | Socorro            | LINEAR                      | Sahar A. Khashayar (2000–), a 2014-es Broadcom MASTERS középiskolai matematikai és tudományos verseny döntőse mérnöki projektjével | MPC JPL |
| (30178) 2000 GW77      | 2000 GW77      | 2000. április 5.    | Socorro            | LINEAR                      | | MPC JPL |
| 30179 Movva            | 2000 GY79      | 2000. április 6.    | Socorro            | LINEAR                      | Rajiv Movva (2000–), a 2014-es Broadcom MASTERS középiskolai matematikai és tudományos verseny döntőse biokémiai, egészségügyi, orvostudományi és mikrobiológiai témában készített projektjével | MPC JPL |
| (30180) 2000 GX87      | 2000 GX87      | 2000. április 4.    | Socorro            | LINEAR                      | | MPC JPL |
| (30181) 2000 GR88      | 2000 GR88      | 2000. április 4.    | Socorro            | LINEAR                      | | MPC JPL |
| (30182) 2000 GC95      | 2000 GC95      | 2000. április 6.    | Socorro            | LINEAR                      | | MPC JPL |
| 30183 Murali           | 2000 GL95      | 2000. április 6.    | Socorro            | LINEAR                      | Chythanya Murali (2000–), a 2014-es Broadcom MASTERS középiskolai matematikai és tudományos verseny döntőse környezettudományi témában készített projektjével | MPC JPL |
| 30184 Okasinski        | 2000 GM95      | 2000. április 6.    | Socorro            | LINEAR                      | Jonathan Guanghong Okasinski (2001–), a 2014-es Broadcom MASTERS középiskolai matematikai és tudományos verseny döntőse fizikai projektjével | MPC JPL |
| (30185) 2000 GT95      | 2000 GT95      | 2000. április 6.    | Socorro            | LINEAR                      | | MPC JPL |
| 30186 Ostojic          | 2000 GY95      | 2000. április 6.    | Socorro            | LINEAR                      | Annie Ostojic (2002–), a 2014-es Broadcom MASTERS középiskolai matematikai és tudományos verseny döntőse matematikai és számítógéptudományi témában készített projektjével | MPC JPL |
| 30187 Jamesroney       | 2000 GN96      | 2000. április 6.    | Socorro            | LINEAR                      | James Peter Roney (2000–), a 2014-es Broadcom MASTERS középiskolai matematikai és tudományos verseny döntőse állatok és növények témában készített projektjével | MPC JPL |
| 30188 Hafsasaeed       | 2000 GR96      | 2000. április 6.    | Socorro            | LINEAR                      | Hafsa Naseem Saeed (2000–), a 2014-es Broadcom MASTERS középiskolai matematikai és tudományos verseny döntőse környezettudományi témában készített projektjével | MPC JPL |
| (30189) 2000 GV96      | 2000 GV96      | 2000. április 6.    | Socorro            | LINEAR                      | | MPC JPL |
| 30190 Alexshelby       | 2000 GW96      | 2000. április 6.    | Socorro            | LINEAR                      | Alexander Lloyd Shelby (2000–), a 2014-es Broadcom MASTERS középiskolai matematikai és tudományos verseny döntőse fizikai projektjével | MPC JPL |
| 30191 Sivakumar        | 2000 GJ98      | 2000. április 7.    | Socorro            | LINEAR                      | Aditya Diwakar Sivakumar (2000–), a 2014-es Broadcom MASTERS középiskolai matematikai és tudományos verseny döntőse fizikai projektjével | MPC JPL |
| 30192 Talarterzian     | 2000 GB100     | 2000. április 7.    | Socorro            | LINEAR                      | Talar Victoria-Grace Terzian (2001–), a 2014-es Broadcom MASTERS középiskolai matematikai és tudományos verseny döntőse mérnöki projektjével | MPC JPL |
| 30193 Annikaurban      | 2000 GL100     | 2000. április 7.    | Socorro            | LINEAR                      | Annika Frances Urban (2001–), a 2014-es Broadcom MASTERS középiskolai matematikai és tudományos verseny döntőse mérnöki projektjével | MPC JPL |
| 30194 Liamyoung        | 2000 GM100     | 2000. április 7.    | Socorro            | LINEAR                      | Liam Hayden Young (2000–), a 2014-es Broadcom MASTERS középiskolai matematikai és tudományos verseny döntőse környezettudományi témában készített projektjével | MPC JPL |
| 30195 Akdemir          | 2000 GB101     | 2000. április 7.    | Socorro            | LINEAR                      | Nilgun Akdemir, a 2014-es Broadcom MASTERS középiskolai matematikai és tudományos verseny egyik döntősének mentora | MPC JPL |
| (30196) 2000 GB102     | 2000 GB102     | 2000. április 7.    | Socorro            | LINEAR                      | | MPC JPL |
| 30197 Nickbadyrka      | 2000 GP102     | 2000. április 7.    | Socorro            | LINEAR                      | Nick Badyrka, a 2014-es Broadcom MASTERS középiskolai matematikai és tudományos verseny egyik döntősének mentora | MPC JPL |
| (30198) 2000 GR103     | 2000 GR103     | 2000. április 7.    | Socorro            | LINEAR                      | | MPC JPL |
| 30199 Ericbrown        | 2000 GX103     | 2000. április 7.    | Socorro            | LINEAR                      | Eric Brown, a 2014-es Broadcom MASTERS középiskolai matematikai és tudományos verseny egyik döntősének mentora | MPC JPL |
| 30200 Terryburch       | 2000 GG104     | 2000. április 7.    | Socorro            | LINEAR                      | Terry Burch, a 2014-es Broadcom MASTERS középiskolai matematikai és tudományos verseny egyik döntősének mentora | MPC JPL |
| 30201–30300.           |                |                     |                    |                             | |         |
| 30201 Caruana          | 2000 GA105     | 2000. április 7.    | Socorro            | LINEAR                      | Chris Caruana, a 2014-es Broadcom MASTERS középiskolai matematikai és tudományos verseny egyik döntősének mentora | MPC JPL |
| (30202) 2000 GD105     | 2000 GD105     | 2000. április 7.    | Socorro            | LINEAR                      | | MPC JPL |
| 30203 Kimdavis         | 2000 GK106     | 2000. április 7.    | Socorro            | LINEAR                      | Kim Davis, a 2014-es Broadcom MASTERS középiskolai matematikai és tudományos verseny egyik döntősének mentora | MPC JPL |
| 30204 Stevedoherty     | 2000 GX107     | 2000. április 7.    | Socorro            | LINEAR                      | Steven Doherty, a 2014-es Broadcom MASTERS középiskolai matematikai és tudományos verseny egyik döntősének mentora | MPC JPL |
| 30205 Mistyevans       | 2000 GV108     | 2000. április 7.    | Socorro            | LINEAR                      | Misty Evans, a 2014-es Broadcom MASTERS középiskolai matematikai és tudományos verseny egyik döntősének mentora | MPC JPL |
| 30206 Jasonfricker     | 2000 GD109     | 2000. április 7.    | Socorro            | LINEAR                      | Jason Fricker, a 2014-es Broadcom MASTERS középiskolai matematikai és tudományos verseny egyik döntősének mentora | MPC JPL |
| (30207) 2000 GL109     | 2000 GL109     | 2000. április 7.    | Socorro            | LINEAR                      | | MPC JPL |
| 30208 Guigarcia        | 2000 GN115     | 2000. április 8.    | Socorro            | LINEAR                      | Guillermo Garcia, a 2014-es Broadcom MASTERS középiskolai matematikai és tudományos verseny egyik döntősének mentora | MPC JPL |
| 30209 Garciaarriola    | 2000 GG116     | 2000. április 8.    | Socorro            | LINEAR                      | Alfonso Garcia Arriola, a 2014-es Broadcom MASTERS középiskolai matematikai és tudományos verseny egyik döntősének mentora | MPC JPL |
| (30210) 2000 GN122     | 2000 GN122     | 2000. április 10.   | Haleakalā          | NEAT                        | | MPC JPL |
| 30211 Sheilah          | 2000 GN123     | 2000. április 7.    | Socorro            | LINEAR                      | Sheila Harrington, a 2014-es Broadcom MASTERS középiskolai matematikai és tudományos verseny egyik döntősének mentora | MPC JPL |
| (30212) 2000 GP123     | 2000 GP123     | 2000. április 7.    | Socorro            | LINEAR                      | | MPC JPL |
| (30213) 2000 GW124     | 2000 GW124     | 2000. április 7.    | Socorro            | LINEAR                      | | MPC JPL |
| (30214) 2000 GS125     | 2000 GS125     | 2000. április 7.    | Socorro            | LINEAR                      | | MPC JPL |
| (30215) 2000 GU125     | 2000 GU125     | 2000. április 7.    | Socorro            | LINEAR                      | | MPC JPL |
| 30216 Summerjohnson    | 2000 GV125     | 2000. április 7.    | Socorro            | LINEAR                      | Summer Johnson, a 2014-es Broadcom MASTERS középiskolai matematikai és tudományos verseny egyik döntősének mentora | MPC JPL |
| (30217) 2000 GA126     | 2000 GA126     | 2000. április 7.    | Socorro            | LINEAR                      | | MPC JPL |
| 30218 Paulaladd        | 2000 GC126     | 2000. április 7.    | Socorro            | LINEAR                      | Paula Ladd, a 2014-es Broadcom MASTERS középiskolai matematikai és tudományos verseny egyik döntősének mentora | MPC JPL |
| (30219) 2000 GM126     | 2000 GM126     | 2000. április 7.    | Socorro            | LINEAR                      | | MPC JPL |
| (30220) 2000 GP126     | 2000 GP126     | 2000. április 7.    | Socorro            | LINEAR                      | | MPC JPL |
| 30221 LeDonne          | 2000 GX126     | 2000. április 7.    | Socorro            | LINEAR                      | Sarah LeDonne, a 2014-es Broadcom MASTERS középiskolai matematikai és tudományos verseny egyik döntősének mentora | MPC JPL |
| 30222 Malecki          | 2000 GA134     | 2000. április 7.    | Socorro            | LINEAR                      | Eva Malecki, a 2014-es Broadcom MASTERS középiskolai matematikai és tudományos verseny egyik döntősének mentora | MPC JPL |
| (30223) 2000 GE134     | 2000 GE134     | 2000. április 7.    | Socorro            | LINEAR                      | | MPC JPL |
| (30224) 2000 GU136     | 2000 GU136     | 2000. április 12.   | Socorro            | LINEAR                      | | MPC JPL |
| 30225 Ellenzweibel     | 2000 GV137     | 2000. április 4.    | Anderson Mesa      | LONEOS                      | | MPC JPL |
| (30226) 2000 GY137     | 2000 GY137     | 2000. április 4.    | Anderson Mesa      | LONEOS                      | | MPC JPL |
| (30227) 2000 GO139     | 2000 GO139     | 2000. április 4.    | Anderson Mesa      | LONEOS                      | | MPC JPL |
| 30228 Hushoucun        | 2000 GO141     | 2000. április 7.    | Anderson Mesa      | LONEOS                      | Shoucun Hu (1985–) a Kínai Tudományos Egyetem professzora, aki az aszteroidák körülötti gravitációról és dinamikáról tanít, jelenleg az új kínai űrmissziók útvonalához tesz javaslatokat, amelyek főleg kisebb naprendszereket érintenek | MPC JPL |
| (30229) 2000 GL142     | 2000 GL142     | 2000. április 7.    | Anderson Mesa      | LONEOS                      | | MPC JPL |
| 30230 Ralucarufu       | 2000 GP142     | 2000. április 7.    | Anderson Mesa      | LONEOS                      | Raluca Rufu (1989–) a Délnyugati Kutató Intézet posztdoktorális társaságának a tagja, aki a Weizmann Intézetben végzett posztgraduális kutatása a holdképződést vizsgálta a hatások modellezésével és az ejecta felhalmozódásával, folyamatban lévő vizsgálatai között szerepel a műholdak dinamikus vizsgálata                                                     | MPC JPL |
| 30231 Patorojo         | 2000 GZ142     | 2000. április 7.    | Anderson Mesa      | LONEOS                      | Patricio Rojo (1977–) a Chilei Egyetem csillagászati részlegének professzora, munkája magában foglalja az exobolygók légköri jellemzését, a aszteroidafelméréseket, valamint a bináris aszteroidák jellemzését | MPC JPL |
| (30232) 2000 GV153     | 2000 GV153     | 2000. április 6.    | Anderson Mesa      | LONEOS                      | | MPC JPL |
| (30233) 2000 GJ161     | 2000 GJ161     | 2000. április 7.    | Socorro            | LINEAR                      | | MPC JPL |
| 30234 Dudziński        | 2000 GD167     | 2000. április 4.    | Anderson Mesa      | LONEOS                      | Grzegorz Dudziński (1989–) a lengyelországi Poznańban található Adam Mickiewicz Egyetem csillagászati obszervatóriumának posztdoktorális kutatója, az aszteroidák fizikai tulajdonságait tanulmányozza, és hozzájárul az új aszteroida alakú modellezési módszerek kifejlesztéséhez                                                                                 | MPC JPL |
| 30235 Kimmiller        | 2000 GR179     | 2000. április 5.    | Socorro            | LINEAR                      | Kim Miller, a 2014-es Broadcom MASTERS középiskolai matematikai és tudományos verseny egyik döntősének mentora | MPC JPL |
| (30236) 2000 HF        | 2000 HF        | 2000. április 23.   | Kurohone           | Kobajasi Takao              | | MPC JPL |
| (30237) 2000 HY1       | 2000 HY1       | 2000. április 25.   | Višnjan            | Korado Korlević             | | MPC JPL |
| (30238) 2000 HY4       | 2000 HY4       | 2000. április 27.   | Socorro            | LINEAR                      | | MPC JPL |
| (30239) 2000 HZ4       | 2000 HZ4       | 2000. április 27.   | Socorro            | LINEAR                      | | MPC JPL |
| 30240 Morgensen        | 2000 HF8       | 2000. április 27.   | Socorro            | LINEAR                      | Kristen Morgensen, a 2014-es Broadcom MASTERS középiskolai matematikai és tudományos verseny egyik döntősének mentora | MPC JPL |
| 30241 Donnamower       | 2000 HN8       | 2000. április 27.   | Socorro            | LINEAR                      | Donna Mower, a 2014-es Broadcom MASTERS középiskolai matematikai és tudományos verseny egyik döntősének mentora | MPC JPL |
| 30242 Naymark          | 2000 HQ8       | 2000. április 27.   | Socorro            | LINEAR                      | Alissa Naymark, a 2014-es Broadcom MASTERS középiskolai matematikai és tudományos verseny egyik döntősének mentora | MPC JPL |
| (30243) 2000 HS9       | 2000 HS9       | 2000. április 27.   | Socorro            | LINEAR                      | | MPC JPL |
| 30244 Linhpham         | 2000 HP10      | 2000. április 27.   | Socorro            | LINEAR                      | Linh Pham, a 2014-es Broadcom MASTERS középiskolai matematikai és tudományos verseny egyik döntősének mentora | MPC JPL |
| 30245 Paigesmith       | 2000 HC12      | 2000. április 28.   | Socorro            | LINEAR                      | Paige Smith, a 2014-es Broadcom MASTERS középiskolai matematikai és tudományos verseny egyik döntősének mentora | MPC JPL |
| (30246) 2000 HC13      | 2000 HC13      | 2000. április 28.   | Socorro            | LINEAR                      | | MPC JPL |
| (30247) 2000 HN13      | 2000 HN13      | 2000. április 28.   | Socorro            | LINEAR                      | | MPC JPL |
| 30248 Kimstinson       | 2000 HV13      | 2000. április 28.   | Socorro            | LINEAR                      | Kim Stinson, a 2014-es Broadcom MASTERS középiskolai matematikai és tudományos verseny egyik döntősének mentora | MPC JPL |
| 30249 Zamora           | 2000 HF14      | 2000. április 28.   | Socorro            | LINEAR                      | Suzanne Zamora, a 2014-es Broadcom MASTERS középiskolai matematikai és tudományos verseny egyik döntősének mentora | MPC JPL |
| (30250) 2000 HG14      | 2000 HG14      | 2000. április 28.   | Socorro            | LINEAR                      | | MPC JPL |
| 30251 Ashkin           | 2000 HR22      | 2000. április 29.   | Socorro            | LINEAR                      | Emily Lorin Ashkin (1997–), a 2015-ös Intel Science Talent Search (ISTS) döntőse és a 2014-es IISEF második helyezettje az egészségügyi és orvostudományi témában készített projektjével | MPC JPL |
| 30252 Textorisová      | 2000 HE24      | 2000. április 30.   | Ondřejov           | Peter Kušnirák              | Izabela Textorisová, szlovák botanikus | MPC JPL |
| 30253 Vítek            | 2000 HF24      | 2000. április 30.   | Ondřejov           | Peter Kušnirák, Petr Pravec | Antonín Vítek, cseh biokémikus, számítógép specialista, író, az űr népszerűsítője a médiában | MPC JPL |
| (30254) 2000 HZ25      | 2000 HZ25      | 2000. április 24.   | Anderson Mesa      | LONEOS                      | | MPC JPL |
| (30255) 2000 HK26      | 2000 HK26      | 2000. április 24.   | Anderson Mesa      | LONEOS                      | | MPC JPL |
| (30256) 2000 HC30      | 2000 HC30      | 2000. április 28.   | Socorro            | LINEAR                      | | MPC JPL |
| 30257 Leejanel         | 2000 HH32      | 2000. április 29.   | Socorro            | LINEAR                      | Jihyeon (Janel) Lee (1997–), a 2015-ös Intel Science Talent Search (ISTS) döntőse és a 2014-es IISEF második helyezettje a számítógéptudományi témában készített projektjével | MPC JPL |
| (30258) 2000 HA33      | 2000 HA33      | 2000. április 29.   | Socorro            | LINEAR                      | | MPC JPL |
| 30259 Catherineli      | 2000 HC35      | 2000. április 27.   | Socorro            | LINEAR                      | Catherine J. Li (1996–), a 2015-ös Intel Science Talent Search (ISTS) döntőse és a 2014-es IISEF második helyezettje az alapanyagok témában készített projektjével | MPC JPL |
| (30260) 2000 HY35      | 2000 HY35      | 2000. április 28.   | Socorro            | LINEAR                      | | MPC JPL |
| (30261) 2000 HB36      | 2000 HB36      | 2000. április 28.   | Socorro            | LINEAR                      | | MPC JPL |
| (30262) 2000 HP41      | 2000 HP41      | 2000. április 28.   | Socorro            | LINEAR                      | | MPC JPL |
| (30263) 2000 HR41      | 2000 HR41      | 2000. április 28.   | Socorro            | LINEAR                      | | MPC JPL |
| (30264) 2000 HT44      | 2000 HT44      | 2000. április 26.   | Anderson Mesa      | LONEOS                      | | MPC JPL |
| (30265) 2000 HH45      | 2000 HH45      | 2000. április 26.   | Anderson Mesa      | LONEOS                      | | MPC JPL |
| (30266) 2000 HW48      | 2000 HW48      | 2000. április 29.   | Socorro            | LINEAR                      | | MPC JPL |
| 30267 Raghuvanshi      | 2000 HQ49      | 2000. április 29.   | Socorro            | LINEAR                      | Anika Raghuvanshi (1997–), a 2015-ös Intel Science Talent Search (ISTS) döntőse és a 2014-es IISEF második helyezettje a mérnöki projektjével | MPC JPL |
| 30268 Jessezhang       | 2000 HM50      | 2000. április 29.   | Socorro            | LINEAR                      | Jesse Zhang (1997–), a 2015-ös Intel Science Talent Search (ISTS) döntőse és a 2014-es IISEF második helyezettje a föld és bolygótudományi témában készített projektjével | MPC JPL |
| 30269 Anandapadmanaban | 2000 HS50      | 2000. április 29.   | Socorro            | LINEAR                      | Eswar Anandapadmanaban (1997–), a 2015-ös Intel Science Talent Search (ISTS) főiskolai tudományos verseny döntőse a biomérnöki projektjével | MPC JPL |
| 30270 Chemparathy      | 2000 HJ51      | 2000. április 29.   | Socorro            | LINEAR                      | Augustine George Chemparathy (1997–), a 2015-ös Intel Science Talent Search (ISTS) főiskolai tudományos verseny döntőse növénytudományi projektjével | MPC JPL |
| 30271 Brandoncui       | 2000 HZ51      | 2000. április 29.   | Socorro            | LINEAR                      | Brandon Bichemg Cui (1997–), a 2015-ös Intel Science Talent Search (ISTS) főiskolai tudományos verseny döntőse mérnöki projektjével | MPC JPL |
| 30272 D'Mello          | 2000 HA52      | 2000. április 29.   | Socorro            | LINEAR                      | Ryan D'Mello (1997–), a 2015-ös Intel Science Talent Search (ISTS) főiskolai tudományos verseny döntőse matematikai projektjével | MPC JPL |
| 30273 Samepstein       | 2000 HV52      | 2000. április 29.   | Socorro            | LINEAR                      | Samuel Epstein (1996–), a 2015-ös Intel Science Talent Search (ISTS) főiskolai tudományos verseny döntőse állattudományi projektjével | MPC JPL |
| (30274) 2000 HN53      | 2000 HN53      | 2000. április 29.   | Socorro            | LINEAR                      | | MPC JPL |
| 30275 Eskow            | 2000 HP53      | 2000. április 29.   | Socorro            | LINEAR                      | Nicole Eskow (1996–), a 2015-ös Intel Science Talent Search (ISTS) főiskolai tudományos verseny döntőse egészségügyi és orvostudományi témában készített projektjével | MPC JPL |
| 30276 Noahgolowich     | 2000 HB55      | 2000. április 29.   | Socorro            | LINEAR                      | Noah Golowich (1997–), a 2015-ös Intel Science Talent Search (ISTS) főiskolai tudományos verseny döntőse matematikai projektjével | MPC JPL |
| 30277 Charlesgulian    | 2000 HF55      | 2000. április 29.   | Socorro            | LINEAR                      | Charles Gulian (1997–), a 2015-ös Intel Science Talent Search (ISTS) főiskolai tudományos verseny döntőse űrtudományi projektjével | MPC JPL |
| (30278) 2000 HN56      | 2000 HN56      | 2000. április 24.   | Anderson Mesa      | LONEOS                      | | MPC JPL |
| (30279) 2000 HQ56      | 2000 HQ56      | 2000. április 24.   | Anderson Mesa      | LONEOS                      | | MPC JPL |
| (30280) 2000 HS56      | 2000 HS56      | 2000. április 24.   | Anderson Mesa      | LONEOS                      | | MPC JPL |
| 30281 Horstman         | 2000 HH57      | 2000. április 24.   | Anderson Mesa      | LONEOS                      | Helen Horstman (1936–), a Lowell Obszervatórium hosszú távú dolgozója, 1964-től 2007-es nyugdíjazásáig | MPC JPL |
| 30282 Jamessmith       | 2000 HQ57      | 2000. április 24.   | Anderson Mesa      | LONEOS                      | James A. Smith (1938–), tudománypedagógus Észak-Georginában, feleségével, shirley-vel, a régió vidéki megyéiben felnövő csillagászok generációit inspirálta és mentorálta, és létrehozta a térség egyik első planetáriumát | MPC JPL |
| 30283 Shirleysmith     | 2000 HS57      | 2000. április 24.   | Anderson Mesa      | LONEOS                      | Shirley R. Smith (1939–), tudománypedagógus Észak-Georginában, férjével, Jamessel és az éjszakai égbolt iránti szeretetén keresztül fiatalok generációit ösztönözte és vezette a csillagászati pályára | MPC JPL |
| (30284) 2000 HG58      | 2000 HG58      | 2000. április 24.   | Kitt Peak          | Spacewatch                  | | MPC JPL |
| (30285) 2000 HB59      | 2000 HB59      | 2000. április 25.   | Anderson Mesa      | LONEOS                      | | MPC JPL |
| (30286) 2000 HG61      | 2000 HG61      | 2000. április 25.   | Anderson Mesa      | LONEOS                      | | MPC JPL |
| (30287) 2000 HK62      | 2000 HK62      | 2000. április 25.   | Kitt Peak          | Spacewatch                  | | MPC JPL |
| (30288) 2000 HT62      | 2000 HT62      | 2000. április 26.   | Anderson Mesa      | LONEOS                      | | MPC JPL |
| (30289) 2000 HP65      | 2000 HP65      | 2000. április 26.   | Anderson Mesa      | LONEOS                      | | MPC JPL |
| (30290) 2000 HG69      | 2000 HG69      | 2000. április 24.   | Anderson Mesa      | LONEOS                      | | MPC JPL |
| (30291) 2000 HL71      | 2000 HL71      | 2000. április 24.   | Anderson Mesa      | LONEOS                      | | MPC JPL |
| (30292) 2000 HJ72      | 2000 HJ72      | 2000. április 26.   | Anderson Mesa      | LONEOS                      | | MPC JPL |
| (30293) 2000 HO72      | 2000 HO72      | 2000. április 26.   | Anderson Mesa      | LONEOS                      | | MPC JPL |
| (30294) 2000 HQ74      | 2000 HQ74      | 2000. április 27.   | Socorro            | LINEAR                      | | MPC JPL |
| 30295 Anvitagupta      | 2000 HV74      | 2000. április 27.   | Socorro            | LINEAR                      | Anvita Gupta (1997–), a 2015-ös Intel Science Talent Search (ISTS) főiskolai tudományos verseny döntőse biokémiai projektjével | MPC JPL |
| 30296 Bricehuang       | 2000 HZ76      | 2000. április 27.   | Socorro            | LINEAR                      | Brice Huang (1997–), a 2015-ös Intel Science Talent Search (ISTS) főiskolai tudományos verseny döntőse matematikai projektjével | MPC JPL |
| (30297) 2000 HO77      | 2000 HO77      | 2000. április 28.   | Anderson Mesa      | LONEOS                      | | MPC JPL |
| 30298 Somyakhare       | 2000 HJ81      | 2000. április 29.   | Socorro            | LINEAR                      | Somya Khare (1997–), a 2015-ös Intel Science Talent Search (ISTS) főiskolai tudományos verseny döntőse mikrobiológiai projektjével | MPC JPL |
| 30299 Shashkishore     | 2000 HW81      | 2000. április 29.   | Socorro            | LINEAR                      | Shashwat Kishore (1996–), a 2015-ös Intel Science Talent Search (ISTS) főiskolai tudományos verseny döntőse matematikai projektjével | MPC JPL |
| (30300) 2000 HF86      | 2000 HF86      | 2000. április 30.   | Anderson Mesa      | LONEOS                      | | MPC JPL |
| 30301–30400.           |                |                     |                    |                             | |         |
| 30301 Kuditipudi       | 2000 HK87      | 2000. április 27.   | Socorro            | LINEAR                      | Rohith Kuditipudi (1996–), a 2015-ös Intel Science Talent Search (ISTS) főiskolai tudományos verseny döntőse bioinformatikai és genomikai témában készített projektjével | MPC JPL |
| 30302 Kritilall        | 2000 HS88      | 2000. április 28.   | Socorro            | LINEAR                      | Kriti Lall (1997–), a 2015-ös Intel Science Talent Search (ISTS) főiskolai tudományos verseny döntőse környezettudományi témában készített projektjével | MPC JPL |
| (30303) 2000 HS93      | 2000 HS93      | 2000. április 29.   | Socorro            | LINEAR                      | | MPC JPL |
| 30304 Denisvida        | 2000 HZ103     | 2000. április 27.   | Anderson Mesa      | LONEOS                      | Denis Vida (1992–), a kanadai Londonban található Western Egyetem horvát meteorcsillagásza, kutatása az optikai meteor mérésekre összpontosít, emellett kifejlesztett egy új, alacsony költségű meteor kamerarendszert, amely alapján a világ több pontjára több száz kamerát telepítettek a Globális Meteor Hálózaton belül                                        | MPC JPL |
| 30305 Severi           | 2000 JA        | 2000. május 1.      | Prescott           | Paul G. Comba               | Francesco Severi (1879–1961), olasz matematikus, történész, tanár és filozófus | MPC JPL |
| 30306 Frigyesriesz     | 2000 JD        | 2000. május 2.      | Prescott           | Paul G. Comba               | Riesz Frigyes (1880–1956), magyar matematikus | MPC JPL |
| 30307 Marcelriesz      | 2000 JE        | 2000. május 2.      | Prescott           | Paul G. Comba               | Riesz Marcell (1886–1969), magyar születésű svéd matematikus | MPC JPL |
| 30308 Ienli            | 2000 JN1       | 2000. május 1.      | Socorro            | LINEAR                      | Ien Li (1997–), a 2015-ös Intel Science Talent Search (ISTS) főiskolai tudományos verseny döntőse viselkedési és szociális témában készített projektjével | MPC JPL |
| (30309) 2000 JR2       | 2000 JR2       | 2000. május 3.      | Višnjan            | Korado Korlević             | | MPC JPL |
| 30310 Alexanderlin     | 2000 JO9       | 2000. május 3.      | Socorro            | LINEAR                      | Alexander Lin (1997–), a 2015-ös Intel Science Talent Search (ISTS) főiskolai tudományos verseny döntőse számítógéptudományi témában készített projektjével | MPC JPL |
| (30311) 2000 JS10      | 2000 JS10      | 2000. május 9.      | Socorro            | LINEAR                      | | MPC JPL |
| 30312 Lilyliu          | 2000 JC11      | 2000. május 3.      | Socorro            | LINEAR                      | Lily Liu (1997–), a 2015-ös Intel Science Talent Search (ISTS) főiskolai tudományos verseny döntőse kémiai projektjével | MPC JPL |
| (30313) 2000 JF14      | 2000 JF14      | 2000. május 6.      | Socorro            | LINEAR                      | | MPC JPL |
| 30314 Yelenam          | 2000 JH14      | 2000. május 6.      | Socorro            | LINEAR                      | Yelena Mandelshtam (1997–), a 2015-ös Intel Science Talent Search (ISTS) főiskolai tudományos verseny döntőse matematikai projektjével | MPC JPL |
| (30315) 2000 JM14      | 2000 JM14      | 2000. május 6.      | Socorro            | LINEAR                      | | MPC JPL |
| 30316 Scottmassa       | 2000 JT14      | 2000. május 6.      | Socorro            | LINEAR                      | Scott Massa (1997–), a 2015-ös Intel Science Talent Search (ISTS) főiskolai tudományos verseny döntőse biokémiai projektjével | MPC JPL |
| (30317) 2000 JR15      | 2000 JR15      | 2000. május 3.      | Socorro            | LINEAR                      | | MPC JPL |
| (30318) 2000 JW15      | 2000 JW15      | 2000. május 5.      | Socorro            | LINEAR                      | | MPC JPL |
| (30319) 2000 JT16      | 2000 JT16      | 2000. május 5.      | Socorro            | LINEAR                      | | MPC JPL |
| (30320) 2000 JP17      | 2000 JP17      | 2000. május 6.      | Socorro            | LINEAR                      | | MPC JPL |
| 30321 McCleary         | 2000 JT17      | 2000. május 6.      | Socorro            | LINEAR                      | Jennifer McCleary (1997–), a 2015-ös Intel Science Talent Search (ISTS) főiskolai tudományos verseny döntőse kémiai projektjével | MPC JPL |
| (30322) 2000 JU17      | 2000 JU17      | 2000. május 6.      | Socorro            | LINEAR                      | | MPC JPL |
| 30323 Anyam            | 2000 JV17      | 2000. május 6.      | Socorro            | LINEAR                      | Anya Michaelson (1997–), a 2015-ös Intel Science Talent Search (ISTS) főiskolai tudományos verseny döntőse fizikai projektjével | MPC JPL |
| 30324 Pandya           | 2000 JS19      | 2000. május 5.      | Socorro            | LINEAR                      | Dhaivat Nitin Pandya (1997–), a 2015-ös Intel Science Talent Search (ISTS) főiskolai tudományos verseny döntőse számítógéptudományi témában készített projektjével | MPC JPL |
| 30325 Reesabpathak     | 2000 JV20      | 2000. május 6.      | Socorro            | LINEAR                      | Reesab Pathak (1998–), a 2015-ös Intel Science Talent Search (ISTS) főiskolai tudományos verseny döntőse egészségügyi és orvostudományi témában készített projektjével | MPC JPL |
| 30326 Maxpine          | 2000 JS21      | 2000. május 6.      | Socorro            | LINEAR                      | Max Pine (1997–), a 2015-ös Intel Science Talent Search (ISTS) főiskolai tudományos verseny döntőse állattudományi témában készített projektjével | MPC JPL |
| 30327 Prembabu         | 2000 JP22      | 2000. május 6.      | Socorro            | LINEAR                      | Saranesh Prembabu (1997–), a 2015-ös Intel Science Talent Search (ISTS) főiskolai tudományos verseny döntőse alapanyagok témában készített projektjével | MPC JPL |
| 30328 Emilyspencer     | 2000 JX22      | 2000. május 7.      | Socorro            | LINEAR                      | Emily Jane Spencer (1996–), a 2015-ös Intel Science Talent Search (ISTS) főiskolai tudományos verseny döntőse alapanyagok témában készített projektjével | MPC JPL |
| (30329) 2000 JR23      | 2000 JR23      | 2000. május 7.      | Socorro            | LINEAR                      | | MPC JPL |
| 30330 Tiffanysun       | 2000 JY24      | 2000. május 7.      | Socorro            | LINEAR                      | Tiffany Sun (1997–), a 2015-ös Intel Science Talent Search (ISTS) főiskolai tudományos verseny döntőse viselkedési és szociális témában készített projektjével | MPC JPL |
| (30331) 2000 JT26      | 2000 JT26      | 2000. május 7.      | Socorro            | LINEAR                      | | MPC JPL |
| 30332 Tanaytandon      | 2000 JW26      | 2000. május 7.      | Socorro            | LINEAR                      | Tanay Tandon (1997–), a 2015-ös Intel Science Talent Search (ISTS) főiskolai tudományos verseny döntőse számítógéptudományi témában készített projektjével | MPC JPL |
| 30333 Stevenwang       | 2000 JH27      | 2000. május 7.      | Socorro            | LINEAR                      | Steven Wang (1997–), a 2015-ös Intel Science Talent Search (ISTS) főiskolai tudományos verseny döntőse bioinformatikai és genomikai témában készített projektjével | MPC JPL |
| 30334 Michaelwiner     | 2000 JN28      | 2000. május 7.      | Socorro            | LINEAR                      | Michael Winer (1996–), a 2015-ös Intel Science Talent Search (ISTS) főiskolai tudományos verseny döntőse fizikai projektjével | MPC JPL |
| (30335) 2000 JU28      | 2000 JU28      | 2000. május 7.      | Socorro            | LINEAR                      | | MPC JPL |
| 30336 Zhangyizhen      | 2000 JD29      | 2000. május 7.      | Socorro            | LINEAR                      | Yizhen Zhang (1997–), a 2015-ös Intel Science Talent Search (ISTS) főiskolai tudományos verseny döntőse állattudományi témában készített projektjével | MPC JPL |
| 30337 Crystalzheng     | 2000 JO29      | 2000. május 7.      | Socorro            | LINEAR                      | Crystal Zheng (1997–), a 2015-ös Intel Science Talent Search (ISTS) főiskolai tudományos verseny döntőse biokémiai projektjével | MPC JPL |
| (30338) 2000 JW29      | 2000 JW29      | 2000. május 7.      | Socorro            | LINEAR                      | | MPC JPL |
| (30339) 2000 JQ32      | 2000 JQ32      | 2000. május 7.      | Socorro            | LINEAR                      | | MPC JPL |
| (30340) 2000 JY32      | 2000 JY32      | 2000. május 7.      | Socorro            | LINEAR                      | | MPC JPL |
| (30341) 2000 JT33      | 2000 JT33      | 2000. május 7.      | Socorro            | LINEAR                      | | MPC JPL |
| (30342) 2000 JX35      | 2000 JX35      | 2000. május 7.      | Socorro            | LINEAR                      | | MPC JPL |
| (30343) 2000 JB36      | 2000 JB36      | 2000. május 7.      | Socorro            | LINEAR                      | | MPC JPL |
| (30344) 2000 JG36      | 2000 JG36      | 2000. május 7.      | Socorro            | LINEAR                      | | MPC JPL |
| (30345) 2000 JN36      | 2000 JN36      | 2000. május 7.      | Socorro            | LINEAR                      | | MPC JPL |
| (30346) 2000 JK37      | 2000 JK37      | 2000. május 7.      | Socorro            | LINEAR                      | | MPC JPL |
| 30347 Pattyhunt        | 2000 JY37      | 2000. május 7.      | Socorro            | LINEAR                      | Patricia Hunt, a 2015-ös Intel Science Talent Search (ISTS) főiskolai tudományos verseny egyik döntősének mentora | MPC JPL |
| 30348 Marizzabailey    | 2000 JD38      | 2000. május 7.      | Socorro            | LINEAR                      | Marizza Bailey, a 2015-ös Intel Science Talent Search (ISTS) főiskolai tudományos verseny egyik döntősének mentora | MPC JPL |
| (30349) 2000 JV38      | 2000 JV38      | 2000. május 7.      | Socorro            | LINEAR                      | | MPC JPL |
| 30350 Beltecas         | 2000 JA39      | 2000. május 7.      | Socorro            | LINEAR                      | Steven Beltecas, a 2015-ös Intel Science Talent Search (ISTS) főiskolai tudományos verseny egyik döntősének mentora | MPC JPL |
| (30351) 2000 JK39      | 2000 JK39      | 2000. május 7.      | Socorro            | LINEAR                      | | MPC JPL |
| (30352) 2000 JL39      | 2000 JL39      | 2000. május 7.      | Socorro            | LINEAR                      | | MPC JPL |
| 30353 Carothers        | 2000 JQ39      | 2000. május 7.      | Socorro            | LINEAR                      | Patti Carothers, a 2015-ös Intel Science Talent Search (ISTS) főiskolai tudományos verseny egyik döntősének mentora | MPC JPL |
| (30354) 2000 JR39      | 2000 JR39      | 2000. május 7.      | Socorro            | LINEAR                      | | MPC JPL |
| (30355) 2000 JU39      | 2000 JU39      | 2000. május 7.      | Socorro            | LINEAR                      | | MPC JPL |
| (30356) 2000 JJ41      | 2000 JJ41      | 2000. május 7.      | Socorro            | LINEAR                      | | MPC JPL |
| 30357 Davisdon         | 2000 JJ45      | 2000. május 7.      | Socorro            | LINEAR                      | Don Davis, a 2015-ös Intel Science Talent Search (ISTS) főiskolai tudományos verseny egyik döntősének mentora | MPC JPL |
| (30358) 2000 JF49      | 2000 JF49      | 2000. május 9.      | Socorro            | LINEAR                      | | MPC JPL |
| (30359) 2000 JE50      | 2000 JE50      | 2000. május 9.      | Socorro            | LINEAR                      | | MPC JPL |
| (30360) 2000 JY50      | 2000 JY50      | 2000. május 9.      | Socorro            | LINEAR                      | | MPC JPL |
| (30361) 2000 JJ51      | 2000 JJ51      | 2000. május 9.      | Socorro            | LINEAR                      | | MPC JPL |
| 30362 Jenniferdean     | 2000 JD54      | 2000. május 6.      | Socorro            | LINEAR                      | Jennifer Dean, a 2015-ös Intel Science Talent Search (ISTS) főiskolai tudományos verseny egyik döntősének mentora | MPC JPL |
| 30363 Dellasantina     | 2000 JW54      | 2000. május 6.      | Socorro            | LINEAR                      | Nicole Della Santina, a 2015-ös Intel Science Talent Search (ISTS) főiskolai tudományos verseny egyik döntősének mentora | MPC JPL |
| (30364) 2000 JX54      | 2000 JX54      | 2000. május 6.      | Socorro            | LINEAR                      | | MPC JPL |
| 30365 Gregduran        | 2000 JO55      | 2000. május 6.      | Socorro            | LINEAR                      | Gregory Duran, a 2015-ös Intel Science Talent Search (ISTS) főiskolai tudományos verseny egyik döntősének mentora | MPC JPL |
| (30366) 2000 JC57      | 2000 JC57      | 2000. május 6.      | Socorro            | LINEAR                      | | MPC JPL |
| (30367) 2000 JS57      | 2000 JS57      | 2000. május 6.      | Socorro            | LINEAR                      | | MPC JPL |
| 30368 Ericferrante     | 2000 JT57      | 2000. május 6.      | Socorro            | LINEAR                      | Eric Ferrante, a 2015-ös Intel Science Talent Search (ISTS) főiskolai tudományos verseny egyik döntősének mentora | MPC JPL |
| (30369) 2000 JU58      | 2000 JU58      | 2000. május 6.      | Socorro            | LINEAR                      | | MPC JPL |
| 30370 Jongoetz         | 2000 JA59      | 2000. május 6.      | Socorro            | LINEAR                      | Charles Jon Goetz III, a 2015-ös Intel Science Talent Search (ISTS) főiskolai tudományos verseny egyik döntősének mentora | MPC JPL |
| 30371 Johngorman       | 2000 JR59      | 2000. május 7.      | Socorro            | LINEAR                      | John Gorman, a 2015-ös Intel Science Talent Search (ISTS) főiskolai tudományos verseny egyik döntősének mentora | MPC JPL |
| 30372 Halback          | 2000 JK62      | 2000. május 7.      | Socorro            | LINEAR                      | Damon Halback, a 2015-ös Intel Science Talent Search (ISTS) főiskolai tudományos verseny egyik döntősének mentora | MPC JPL |
| 30373 Mattharley       | 2000 JO62      | 2000. május 9.      | Socorro            | LINEAR                      | Matthew Harley, a 2015-ös Intel Science Talent Search (ISTS) főiskolai tudományos verseny egyik döntősének mentora | MPC JPL |
| 30374 Bobbiehinson     | 2000 JU62      | 2000. május 9.      | Socorro            | LINEAR                      | Bobbie Hinson, a 2015-ös Intel Science Talent Search (ISTS) főiskolai tudományos verseny egyik döntősének mentora | MPC JPL |
| 30375 Kathuang         | 2000 JD63      | 2000. május 9.      | Socorro            | LINEAR                      | Katherine Huang, a 2015-ös Intel Science Talent Search (ISTS) főiskolai tudományos verseny egyik döntősének mentora | MPC JPL |
| (30376) 2000 JE65      | 2000 JE65      | 2000. május 5.      | Socorro            | LINEAR                      | | MPC JPL |
| (30377) 2000 JL66      | 2000 JL66      | 2000. május 6.      | Socorro            | LINEAR                      | | MPC JPL |
| (30378) 2000 JW67      | 2000 JW67      | 2000. május 6.      | Kitt Peak          | Spacewatch                  | | MPC JPL |
| 30379 Molaro           | 2000 JY69      | 2000. május 2.      | Anderson Mesa      | LONEOS                      | Jamie L. Molaro (1986–), a Bolygótudományi Intézet bolygótudósa, aki aszteroidákon és a naprendszer más égitestein található kőzetek termikus repesztésére specializálódott | MPC JPL |
| (30380) 2000 JE76      | 2000 JE76      | 2000. május 6.      | Socorro            | LINEAR                      | | MPC JPL |
| (30381) 2000 JN76      | 2000 JN76      | 2000. május 6.      | Socorro            | LINEAR                      | | MPC JPL |
| (30382) 2000 JB81      | 2000 JB81      | 2000. május 15.     | Črni Vrh           | Črni Vrh                    | | MPC JPL |
| (30383) 2000 KZ1       | 2000 KZ1       | 2000. május 26.     | Črni Vrh           | Črni Vrh                    | | MPC JPL |
| 30384 Robertirelan     | 2000 KK3       | 2000. május 27.     | Socorro            | LINEAR                      | Robert W. Irelan, a 2015-ös Intel Science Talent Search (ISTS) főiskolai tudományos verseny egyik döntősének mentora | MPC JPL |
| (30385) 2000 KG8       | 2000 KG8       | 2000. május 27.     | Socorro            | LINEAR                      | | MPC JPL |
| 30386 Philipjeffery    | 2000 KL16      | 2000. május 28.     | Socorro            | LINEAR                      | Philip Jeffery, a 2015-ös Intel Science Talent Search (ISTS) főiskolai tudományos verseny egyik döntősének mentora | MPC JPL |
| (30387) 2000 KN16      | 2000 KN16      | 2000. május 28.     | Socorro            | LINEAR                      | | MPC JPL |
| 30388 Nicolejustice    | 2000 KJ17      | 2000. május 28.     | Socorro            | LINEAR                      | Nicole A. Justice, a 2015-ös Intel Science Talent Search (ISTS) főiskolai tudományos verseny egyik döntősének mentora | MPC JPL |
| 30389 Ledoux           | 2000 KW17      | 2000. május 28.     | Socorro            | LINEAR                      | Veronica Ledoux, a 2015-ös Intel Science Talent Search (ISTS) főiskolai tudományos verseny egyik döntősének mentora | MPC JPL |
| (30390) 2000 KX17      | 2000 KX17      | 2000. május 28.     | Socorro            | LINEAR                      | | MPC JPL |
| (30391) 2000 KA23      | 2000 KA23      | 2000. május 28.     | Socorro            | LINEAR                      | | MPC JPL |
| (30392) 2000 KX26      | 2000 KX26      | 2000. május 28.     | Socorro            | LINEAR                      | | MPC JPL |
| (30393) 2000 KN30      | 2000 KN30      | 2000. május 28.     | Socorro            | LINEAR                      | | MPC JPL |
| (30394) 2000 KZ32      | 2000 KZ32      | 2000. május 28.     | Socorro            | LINEAR                      | | MPC JPL |
| (30395) 2000 KQ36      | 2000 KQ36      | 2000. május 28.     | Socorro            | LINEAR                      | | MPC JPL |
| 30396 Annleonard       | 2000 KV36      | 2000. május 28.     | Socorro            | LINEAR                      | Ann C. Leonard, a 2015-ös Intel Science Talent Search (ISTS) főiskolai tudományos verseny egyik döntősének mentora | MPC JPL |
| (30397) 2000 KU39      | 2000 KU39      | 2000. május 24.     | Kitt Peak          | Spacewatch                  | | MPC JPL |
| (30398) 2000 KM41      | 2000 KM41      | 2000. május 30.     | Ondřejov           | Peter Kušnirák              | | MPC JPL |
| (30399) 2000 KF42      | 2000 KF42      | 2000. május 28.     | Socorro            | LINEAR                      | | MPC JPL |
| (30400) 2000 KL42      | 2000 KL42      | 2000. május 28.     | Socorro            | LINEAR                      | | MPC JPL |
| 30401–30500.           |                |                     |                    |                             | |         |
| (30401) 2000 KO47      | 2000 KO47      | 2000. május 28.     | Socorro            | LINEAR                      | | MPC JPL |
| (30402) 2000 KN50      | 2000 KN50      | 2000. május 23.     | Anderson Mesa      | LONEOS                      | | MPC JPL |
| (30403) 2000 KR50      | 2000 KR50      | 2000. május 27.     | Socorro            | LINEAR                      | | MPC JPL |
| (30404) 2000 KN51      | 2000 KN51      | 2000. május 31.     | Kitt Peak          | Spacewatch                  | | MPC JPL |
| (30405) 2000 KE52      | 2000 KE52      | 2000. május 23.     | Anderson Mesa      | LONEOS                      | | MPC JPL |
| 30406 Middleman        | 2000 KU54      | 2000. május 27.     | Socorro            | LINEAR                      | Elaine Middleman, a 2015-ös Intel Science Talent Search (ISTS) főiskolai tudományos verseny egyik döntősének mentora | MPC JPL |
| 30407 Pantano          | 2000 KK55      | 2000. május 27.     | Socorro            | LINEAR                      | Alessandra Pantano, a 2015-ös Intel Science Talent Search (ISTS) főiskolai tudományos verseny egyik döntősének mentora | MPC JPL |
| (30408) 2000 KW55      | 2000 KW55      | 2000. május 27.     | Socorro            | LINEAR                      | | MPC JPL |
| 30409 Piccirillo       | 2000 KY55      | 2000. május 27.     | Socorro            | LINEAR                      | Angelo Piccirillo, a 2015-ös Intel Science Talent Search (ISTS) főiskolai tudományos verseny egyik döntősének mentora | MPC JPL |
| (30410) 2000 KU56      | 2000 KU56      | 2000. május 27.     | Socorro            | LINEAR                      | | MPC JPL |
| (30411) 2000 KP57      | 2000 KP57      | 2000. május 24.     | Anderson Mesa      | LONEOS                      | | MPC JPL |
| (30412) 2000 KJ58      | 2000 KJ58      | 2000. május 24.     | Anderson Mesa      | LONEOS                      | | MPC JPL |
| (30413) 2000 KS59      | 2000 KS59      | 2000. május 25.     | Anderson Mesa      | LONEOS                      | | MPC JPL |
| 30414 Pistacchi        | 2000 KC69      | 2000. május 29.     | Socorro            | LINEAR                      | Mike Pistacchi, a 2015-ös Intel Science Talent Search (ISTS) főiskolai tudományos verseny egyik döntősének mentora | MPC JPL |
| (30415) 2000 KT74      | 2000 KT74      | 2000. május 27.     | Socorro            | LINEAR                      | | MPC JPL |
| 30416 Schacht          | 2000 KG76      | 2000. május 27.     | Socorro            | LINEAR                      | Scott Schacht, a 2015-ös Intel Science Talent Search (ISTS) főiskolai tudományos verseny egyik döntősének mentora | MPC JPL |
| 30417 Staudt           | 2000 LF        | 2000. június 1.     | Prescott           | Paul G. Comba               | Karl Georg Christian von Staudt (1798–1867), német matematikus | MPC JPL |
| 30418 Jakobsteiner     | 2000 LG        | 2000. június 1.     | Prescott           | Paul G. Comba               | Jacob Steiner (1796–1863), svájci-német matematikus | MPC JPL |
| (30419) 2000 LU        | 2000 LU        | 2000. június 2.     | Reedy Creek        | John Broughton              | | MPC JPL |
| (30420) 2000 LD1       | 2000 LD1       | 2000. június 1.     | Črni Vrh           | Črni Vrh                    | | MPC JPL |
| 30421 Jameschafer      | 2000 LM2       | 2000. június 4.     | Socorro            | LINEAR                      | James R. Schafer, a 2015-ös Intel Science Talent Search (ISTS) főiskolai tudományos verseny egyik döntősének mentora | MPC JPL |
| (30422) 2000 LE4       | 2000 LE4       | 2000. június 4.     | Socorro            | LINEAR                      | | MPC JPL |
| (30423) 2000 LG4       | 2000 LG4       | 2000. június 4.     | Socorro            | LINEAR                      | | MPC JPL |
| (30424) 2000 LS4       | 2000 LS4       | 2000. június 5.     | Socorro            | LINEAR                      | | MPC JPL |
| 30425 Silverman        | 2000 LP7       | 2000. június 5.     | Socorro            | LINEAR                      | Emily Silverman, a 2015-ös Intel Science Talent Search (ISTS) főiskolai tudományos verseny egyik döntősének mentora | MPC JPL |
| 30426 Philtalbot       | 2000 LU8       | 2000. június 5.     | Socorro            | LINEAR                      | Phil Talbot, a 2015-ös Intel Science Talent Search (ISTS) főiskolai tudományos verseny egyik döntősének mentora | MPC JPL |
| (30427) 2000 LX8       | 2000 LX8       | 2000. június 5.     | Socorro            | LINEAR                      | | MPC JPL |
| (30428) 2000 LP11      | 2000 LP11      | 2000. június 4.     | Socorro            | LINEAR                      | | MPC JPL |
| (30429) 2000 LR11      | 2000 LR11      | 2000. június 4.     | Socorro            | LINEAR                      | | MPC JPL |
| 30430 Robertoegel      | 2000 LO16      | 2000. június 4.     | Socorro            | LINEAR                      | Robert Toegel, a 2015-ös Intel Science Talent Search (ISTS) főiskolai tudományos verseny egyik döntősének mentora | MPC JPL |
| 30431 Michaeltran      | 2000 LR16      | 2000. június 4.     | Socorro            | LINEAR                      | Michael Tran, a 2015-ös Intel Science Talent Search (ISTS) főiskolai tudományos verseny egyik döntősének mentora | MPC JPL |
| (30432) 2000 LM20      | 2000 LM20      | 2000. június 8.     | Socorro            | LINEAR                      | | MPC JPL |
| (30433) 2000 LJ21      | 2000 LJ21      | 2000. június 8.     | Socorro            | LINEAR                      | | MPC JPL |
| (30434) 2000 LQ21      | 2000 LQ21      | 2000. június 8.     | Socorro            | LINEAR                      | | MPC JPL |
| (30435) 2000 LB29      | 2000 LB29      | 2000. június 9.     | Anderson Mesa      | LONEOS                      | | MPC JPL |
| (30436) 2000 LC29      | 2000 LC29      | 2000. június 9.     | Anderson Mesa      | LONEOS                      | | MPC JPL |
| 30437 Michtchenko      | 2000 LE32      | 2000. június 5.     | Anderson Mesa      | LONEOS                      | Tatiana Michtchenko (1954–), a São Paulo-i Egyetem bolygókutatója, aki jelentős mértékben hozzájárult az aszteroida öv dinamikus fejlődésének, különösen a nemlineáris világi rezonanciák hatásának kutatásához | MPC JPL |
| (30438) 2000 LL34      | 2000 LL34      | 2000. június 3.     | Anderson Mesa      | LONEOS                      | | MPC JPL |
| 30439 Moe              | 2000 MB        | 2000. június 21.    | Reedy Creek        | John Broughton              | Moe Howard (1897–1975), amerikai komikus | MPC JPL |
| 30440 Larry            | 2000 MG        | 2000. június 22.    | Reedy Creek        | John Broughton              | Larry Fine (1902–1975), amerikai komikus | MPC JPL |
| 30441 Curly            | 2000 MX        | 2000. június 24.    | Reedy Creek        | John Broughton              | Curly Howard (1903–1952), amerikai komikus | MPC JPL |
| (30442) 2000 MO4       | 2000 MO4       | 2000. június 25.    | Socorro            | LINEAR                      | | MPC JPL |
| 30443 Stieltjes        | 2000 NR        | 2000. július 3.     | Prescott           | Paul G. Comba               | Thomas Joannes Stieltjes (1856–1894), holland fizikus és matematikus | MPC JPL |
| 30444 Shemp            | 2000 NY1       | 2000. július 5.     | Reedy Creek        | John Broughton              | Shemp Howard (Samuel Horwitz) (1895–1955), amerikai komikus | MPC JPL |
| 30445 Stirling         | 2000 NJ2       | 2000. július 5.     | Prescott           | Paul G. Comba               | James Stirling (1692–1770), skót matematikus | MPC JPL |
| (30446) 2000 NO2       | 2000 NO2       | 2000. július 3.     | Socorro            | LINEAR                      | | MPC JPL |
| (30447) 2000 NO3       | 2000 NO3       | 2000. július 3.     | Socorro            | LINEAR                      | | MPC JPL |
| 30448 Yoshiomoriyama   | 2000 NV3       | 2000. július 7.     | Bisei SG Center    | BATTeRS                     | Yoshio Moriyama, japán planetárium tervező | MPC JPL |
| (30449) 2000 NH13      | 2000 NH13      | 2000. július 5.     | Anderson Mesa      | LONEOS                      | | MPC JPL |
| (30450) 2000 NM20      | 2000 NM20      | 2000. július 6.     | Kitt Peak          | Spacewatch                  | | MPC JPL |
| (30451) 2000 NX23      | 2000 NX23      | 2000. július 5.     | Kitt Peak          | Spacewatch                  | | MPC JPL |
| (30452) 2000 NR24      | 2000 NR24      | 2000. július 4.     | Anderson Mesa      | LONEOS                      | | MPC JPL |
| (30453) 2000 NQ25      | 2000 NQ25      | 2000. július 4.     | Anderson Mesa      | LONEOS                      | | MPC JPL |
| (30454) 2000 NK26      | 2000 NK26      | 2000. július 4.     | Anderson Mesa      | LONEOS                      | | MPC JPL |
| (30455) 2000 NB27      | 2000 NB27      | 2000. július 4.     | Anderson Mesa      | LONEOS                      | | MPC JPL |
| (30456) 2000 OY1       | 2000 OY1       | 2000. július 23.    | Socorro            | LINEAR                      | | MPC JPL |
| (30457) 2000 OZ3       | 2000 OZ3       | 2000. július 24.    | Socorro            | LINEAR                      | | MPC JPL |
| (30458) 2000 OC6       | 2000 OC6       | 2000. július 24.    | Socorro            | LINEAR                      | | MPC JPL |
| (30459) 2000 OK6       | 2000 OK6       | 2000. július 29.    | Socorro            | LINEAR                      | | MPC JPL |
| (30460) 2000 OT6       | 2000 OT6       | 2000. július 29.    | Socorro            | LINEAR                      | | MPC JPL |
| (30461) 2000 OZ9       | 2000 OZ9       | 2000. július 23.    | Socorro            | LINEAR                      | | MPC JPL |
| (30462) 2000 OM10      | 2000 OM10      | 2000. július 23.    | Socorro            | LINEAR                      | | MPC JPL |
| (30463) 2000 OE11      | 2000 OE11      | 2000. július 23.    | Socorro            | LINEAR                      | | MPC JPL |
| (30464) 2000 OH12      | 2000 OH12      | 2000. július 23.    | Socorro            | LINEAR                      | | MPC JPL |
| (30465) 2000 OY13      | 2000 OY13      | 2000. július 23.    | Socorro            | LINEAR                      | | MPC JPL |
| (30466) 2000 OP14      | 2000 OP14      | 2000. július 23.    | Socorro            | LINEAR                      | | MPC JPL |
| (30467) 2000 OV14      | 2000 OV14      | 2000. július 23.    | Socorro            | LINEAR                      | | MPC JPL |
| (30468) 2000 OW16      | 2000 OW16      | 2000. július 23.    | Socorro            | LINEAR                      | | MPC JPL |
| (30469) 2000 OZ16      | 2000 OZ16      | 2000. július 23.    | Socorro            | LINEAR                      | | MPC JPL |
| (30470) 2000 OR19      | 2000 OR19      | 2000. július 30.    | Socorro            | LINEAR                      | | MPC JPL |
| (30471) 2000 OF20      | 2000 OF20      | 2000. július 30.    | Socorro            | LINEAR                      | | MPC JPL |
| (30472) 2000 OM23      | 2000 OM23      | 2000. július 23.    | Socorro            | LINEAR                      | | MPC JPL |
| 30473 Ethanbutson      | 2000 OP23      | 2000. július 23.    | Socorro            | LINEAR                      | Ethan Butson (1995–), a 2014-es Inter Science Talent Search (ISTS) főiskolai tudományos verseny második helyezettje egészségügyi és orvostudományi témában készített projektjével | MPC JPL |
| (30474) 2000 OE26      | 2000 OE26      | 2000. július 23.    | Socorro            | LINEAR                      | | MPC JPL |
| (30475) 2000 OA32      | 2000 OA32      | 2000. július 30.    | Socorro            | LINEAR                      | | MPC JPL |
| (30476) 2000 OY34      | 2000 OY34      | 2000. július 30.    | Socorro            | LINEAR                      | | MPC JPL |
| (30477) 2000 OM36      | 2000 OM36      | 2000. július 30.    | Socorro            | LINEAR                      | | MPC JPL |
| (30478) 2000 OQ37      | 2000 OQ37      | 2000. július 30.    | Socorro            | LINEAR                      | | MPC JPL |
| (30479) 2000 OW37      | 2000 OW37      | 2000. július 30.    | Socorro            | LINEAR                      | | MPC JPL |
| (30480) 2000 OH40      | 2000 OH40      | 2000. július 30.    | Socorro            | LINEAR                      | | MPC JPL |
| (30481) 2000 OX40      | 2000 OX40      | 2000. július 30.    | Socorro            | LINEAR                      | | MPC JPL |
| (30482) 2000 OG45      | 2000 OG45      | 2000. július 30.    | Socorro            | LINEAR                      | | MPC JPL |
| (30483) 2000 OG52      | 2000 OG52      | 2000. július 24.    | Anderson Mesa      | LONEOS                      | | MPC JPL |
| (30484) 2000 PD6       | 2000 PD6       | 2000. augusztus 5.  | Haleakalā          | NEAT                        | | MPC JPL |
| (30485) 2000 PK16      | 2000 PK16      | 2000. augusztus 1.  | Socorro            | LINEAR                      | | MPC JPL |
| (30486) 2000 PE23      | 2000 PE23      | 2000. augusztus 2.  | Socorro            | LINEAR                      | | MPC JPL |
| 30487 Dominikovacs     | 2000 QG10      | 2000. augusztus 24. | Socorro            | LINEAR                      | Kovács Dominik (1994–), a 2014-es Inter Science Talent Search (ISTS) főiskolai tudományos verseny második helyezettje alapanyagok és biomérnöki témában készített csoportprojektjével | MPC JPL |
| 30488 Steinlechner     | 2000 QJ11      | 2000. augusztus 24. | Socorro            | LINEAR                      | Thomas Gunther Steinlechner (1993–), a 2014-es Inter Science Talent Search (ISTS) főiskolai tudományos verseny második helyezettje alapanyagok és biomérnöki témában készített csoportprojektjével | MPC JPL |
| (30489) 2000 QL32      | 2000 QL32      | 2000. augusztus 26. | Socorro            | LINEAR                      | | MPC JPL |
| (30490) 2000 QP33      | 2000 QP33      | 2000. augusztus 26. | Socorro            | LINEAR                      | | MPC JPL |
| (30491) 2000 QJ38      | 2000 QJ38      | 2000. augusztus 24. | Socorro            | LINEAR                      | | MPC JPL |
| (30492) 2000 QQ40      | 2000 QQ40      | 2000. augusztus 24. | Socorro            | LINEAR                      | | MPC JPL |
| (30493) 2000 QM48      | 2000 QM48      | 2000. augusztus 24. | Socorro            | LINEAR                      | | MPC JPL |
| (30494) 2000 QD67      | 2000 QD67      | 2000. augusztus 28. | Socorro            | LINEAR                      | | MPC JPL |
| (30495) 2000 QZ72      | 2000 QZ72      | 2000. augusztus 24. | Socorro            | LINEAR                      | | MPC JPL |
| (30496) 2000 QN80      | 2000 QN80      | 2000. augusztus 24. | Socorro            | LINEAR                      | | MPC JPL |
| (30497) 2000 QH97      | 2000 QH97      | 2000. augusztus 28. | Socorro            | LINEAR                      | | MPC JPL |
| (30498) 2000 QK100     | 2000 QK100     | 2000. augusztus 28. | Socorro            | LINEAR                      | (L5 – trójai csoport) | MPC JPL |
| (30499) 2000 QE169     | 2000 QE169     | 2000. augusztus 31. | Socorro            | LINEAR                      | (L5 – trójai csoport) | MPC JPL |
| (30500) 2000 QC193     | 2000 QC193     | 2000. augusztus 29. | Socorro            | LINEAR                      | | MPC JPL |

## Fordítás
Ez a szócikk részben vagy egészben  a   List of minor planets: 30001–31000 című angol Wikipédia-szócikk fordításán alapul.  Az eredeti cikk szerkesztőit annak laptörténete sorolja fel. Ez a jelzés csupán a megfogalmazás eredetét és a szerzői jogokat jelzi, nem szolgál a cikkben szereplő információk forrásmegjelöléseként.
Ez a szócikk részben vagy egészben  a   Meanings of minor planet names: 30001–31000 című angol Wikipédia-szócikk fordításán alapul.  Az eredeti cikk szerkesztőit annak laptörténete sorolja fel. Ez a jelzés csupán a megfogalmazás eredetét és a szerzői jogokat jelzi, nem szolgál a cikkben szereplő információk forrásmegjelöléseként.